# Liga DOS 2025
La Temporada 2025 de la Liga DOS, fue la octava edición de la historia de la competición de segundo nivel del básquetbol chileno.
El torneo comenzó en el mes de marzo y está conformado por 20 clubes desde la Región de Coquimbo hasta la Región de Los Lagos.
La gran novedad para esta temporada es el aumento de clubes participantes, contando con 20 equipos, los cuales disputaran la competencia divididos en 4 zonas de 5 equipos cada una, bajo el criterio de proximidad geográfica.
Otra novedad que presentará el torneo, es que basquetpass.tv televisará la categoría, por lo que mencionado canal deportivo, emitiendo al mismo tiempo la Liga UNO 2025 y la Liga DOS 2025.
La presente temporada contaba con 2 descensos deportivos, los cuales se dirimieron por medio de Play-Outs, dando como resultado el descenso de Club Brisas y Tinguiririca San Fernando.
Puerto Montt Básquetbol se coronó campeón de la Liga DOS 2025 derrotando en 4 juegos (3-1) a Boston College, ganando su primer título de la división y logrando el ascenso a Liga UNO 2026.

## Sistema de Campeonato

### Temporada regular
Los 20 equipos son divididos en 4 grupos de 5 equipos cada uno, definidos por proximidad geográfica. Se enfrentarán ida y vuelta totalizando 8 partidos jugados por equipo en 10 fechas.
Los criterios de desempate en caso de igualdad serán los siguientes:
- A) Mayor cantidad de partidos ganados en la fase regular.
- B) Diferencia de puntos en fase regular (puntos a favor convertidos, menos puntos recibidos).
- C) Mayor cantidad de puntos convertidos en fase regular.
- D) Sorteo.

### Play-offs
Cuartos de final Zonal
Los 4 primeros de cada conferencia Clasifican a Cuartos de final Zonal y se enfrentan al mejor de 3 partidos de la siguiente manera: 
- Llave 1: 1A vs 4A - Llave 2: 2A vs 3A
- Llave 3: 1B vs 4B - Llave 4: 2B vs 3B
- Llave 5: 1C vs 4C - Llave 6: 2C vs 3C
- Llave 7: 1D vs 4D - Llave 8: 2D vs 3D

Semifinal Zonal
Los ganadores de las llaves anteriores se enfrentaran al mejor de 3 partidos de la siguiente manera:
- Llave 9: Llave 1 vs Llave 4
- Llave 10: Llave 2 vs Llave 3
- Llave 11: Llave 5 vs Llave 8
- Llave 12: Llave 6 vs Llave 7

Final Zonal
Los ganadores de las llaves de Semifinal Zonal se enfrentarán al mejor de 3 partidos de la siguiente manera:
- Llave 13: Llave 9 vs Llave 10
- Llave 14: Llave 11 vs Llave 12

Final Nacional
Los ganadores zonales se enfrentarán al mejor de 5 partidos para delimitar el ascenso a Liga Uno.

### Play-outs
El campeonato contempla 2 descensos deportivos que serán determinados por el juego de Play Out a tres partidos entre:
- 5° Zona A vs. 5° Zona B
- 5° Zona C vs. 5° Zona D

La Localia de la llave 1 y 2 se definirá:
- 1) Partidos ganados en su zona;
- 2) Diferencia de puntos partidos jugados en su zona (Puntos a favor convertidos menos puntos recibidos en contra)
- 3) Mayor cantidad de puntos convertidos en la zona.
- 4) Menor cantidad de puntos recibidos en la zona.
- 5) Sorteo.

## Ascensos y Descensos
| Pos.        | Equipo ascendido de la Liga DOS 2024 |
| ----------- | ------------------------------------ |
| 1°          | Colo-Colo                            |
| Reintegrado | Español de Talca                     |

| Pos.                                    | Equipo descendido de la Liga UNO 2024 |
| --------------------------------------- | ------------------------------------- |
| Receso, no participará en Liga DOS 2025 | CEB Puerto Montt                      |
| Receso, no participará en Liga DOS 2025 | Naviera de Ulloa de Castro            |
| Retiro                                  | Liceo Pablo Neruda                    |

| Pos. | Equipo descendido de la Liga DOS 2024 |
| ---- | ------------------------------------- |
| -    | No hubo                               |

| Pos. | Equipo Aceptado           |
| ---- | ------------------------- |
| A    | Illapel Básquetbol        |
| A    | Liceo de Curicó           |
| A    | CDSB Constitución         |
| A    | Huachipato                |
| A    | Tinguiririca San Fernando |
| A    | The Shark´s               |
| A    | Puerto Montt Básquetbol   |
| A    | Regional Temuco           |
| A    | CD Omega                  |

## Equipos participantes
| \| Equipo \| Región \| Ciudad \| \| ------------------------- \| ------------- \| ------------ \| \| Illapel Básquetbol \| Coquimbo \| Illapel \| \| The Shark´s \| Coquimbo \| La Serena \| \| Árabe de Valparaíso \| Valparaíso \| Valparaiso \| \| Arturo Prat \| Valparaíso \| San Felipe \| \| Quilpué Básquetbol \| Valparaíso \| Quilpué \| \| Boston College \| Metropolitana \| Maipú \| \| Stadio Italiano \| Metropolitana \| Las Condes \| \| Sergio Ceppi \| Metropolitana \| La Cisterna \| \| Club Brisas \| Metropolitana \| La Cisterna \| \| Luis Matte Larraín \| Metropolitana \| Puente Alto \| \| Tinguiririca San Fernando \| O'Higgins \| San Fernando \| \| CDSB Constitución \| Maule \| Constitución \| \| Liceo Curicó \| Maule \| Curicó \| \| Truenos de Talca \| Maule \| Talca \| \| Municipal Chillán \| Ñuble \| Chillán \| \| Alemán de Concepción \| Biobío \| Concepción \| \| CD Omega \| Biobío \| Concepción \| \| Huachipato \| Biobío \| Talcahuano \| \| Regional Temuco \| Araucanía \| Temuco \| \| Puerto Montt Básquetbol \| Los Lagos \| Puerto Montt \| |               |              |
| Equipo | Región        | Ciudad       |
| Illapel Básquetbol | Coquimbo      | Illapel      |
| The Shark´s | Coquimbo      | La Serena    |
| Árabe de Valparaíso | Valparaíso    | Valparaiso   |
| Arturo Prat | Valparaíso    | San Felipe   |
| Quilpué Básquetbol | Valparaíso    | Quilpué      |
| Boston College | Metropolitana | Maipú        |
| Stadio Italiano | Metropolitana | Las Condes   |
| Sergio Ceppi | Metropolitana | La Cisterna  |
| Club Brisas | Metropolitana | La Cisterna  |
| Luis Matte Larraín | Metropolitana | Puente Alto  |
| Tinguiririca San Fernando | O'Higgins     | San Fernando |
| CDSB Constitución | Maule         | Constitución |
| Liceo Curicó | Maule         | Curicó       |
| Truenos de Talca | Maule         | Talca        |
| Municipal Chillán | Ñuble         | Chillán      |
| Alemán de Concepción | Biobío        | Concepción   |
| CD Omega | Biobío        | Concepción   |
| Huachipato | Biobío        | Talcahuano   |
| Regional Temuco | Araucanía     | Temuco       |
| Puerto Montt Básquetbol | Los Lagos     | Puerto Montt |

| Equipos de Santiago                                                                                              |
| --- |
| Boston College Stadio Italiano S. Ceppi Club Brisas Luis Matte Larraín Ubicación de los clubes del Gran Santiago |

| Equipos de la Región de Valparaíso                                                      |
| --------------------------------------------------------------------------------------- |
| Arturo Prat Quilpué Básquetbol Árabe Ubicación de los clubes de la Región de Valparaíso |

| Equipos de la Región del Biobío                                         |
| ----------------------------------------------------------------------- |
| Huachipato Alemán Omega Ubicación de los clubes de la Región del Biobío |

## Información
| Equipo                    | Entrenador                 | Gimnasio                           | Capacidad | Proveedor   | Auspiciador                 |
| ------------------------- | -------------------------- | ---------------------------------- | --------- | ----------- | --------------------------- |
| Alemán de Concepción      | Jaime Urrutia              | Polideportivo Alemán Otto          | 400       | Zeus-Sport  |                             |
| Árabe de Valparaíso       | Marcelo Gallegos           | Fortín Prat                        | 3.000     | Zeus-Sport  | Yako´s                      |
| Arturo Prat               | Víctor Ríos Cortés         | Arturo Prat                        |           | Zeus-Sport  | Hotel Club                  |
| Boston College            | Benjamín Gasc              | Boston College                     | 3.000     | Playoff     | Clínica Meds                |
| CDSB Constitución         | Alejandro Iturra           | Enrique Donn Müller                | 2.000     | Zeus-Sport  | Demotron                    |
| Club Brisas               | Javier Escobar             | Club Brisas                        | 800       | Zeus-Sport  | Sodimac                     |
| Huachipato                | Gabriel Schamberger        | CAP Huachipato                     | 1.000     | TDeportes   |                             |
| Illapel Básquetbol        | Gustavo Ciriacci           | Polideportivo Municipal de Illapel |           | Playoff     | Illapel Municipalidad       |
| Liceo de Curicó           | Cristian Figueroa          | Abraham Milad                      | 4.000     | KAIF        | Gobierno Regional del Maule |
| Luis Matte Larraín        | Mauricio Flores            | Carlos Flores Cepeda               |           | Deusport    | CMPC                        |
| Municipal Chillán         | Cristian Espinoza          | Casa del Deporte de Chillán        | 1.300     | Zeus-Sport  | Oh my cat!                  |
| CD Omega                  | Alain Jaccard              | UC Santísima Concepción            |           | Playoff     | Omega TV                    |
| Puerto Montt Básquetbol   | Martín Jaimez              | Municipal Mario Marchant Binder    | 2.000     | Zeus-Sport  | Coolbet                     |
| Quilpué Basquetbol        | Álvaro García              | Fortín Prat                        | 3.000     | Zeus-Sport  | Zargo                       |
| Regional Temuco           | Álvaro Acuña Cid           | Coliseo Universidad Autónoma       | 1.000     | Zeus-Sport  | Temuco Municipio            |
| Sergio Ceppi              | Matías Vergara Soria       | Sergio Ceppi                       | 500       | Real Sport  |                             |
| Stadio Italiano           | José Campos Salgado        | Stadio Italiano                    | 500       | Zeus-Sport  | Bonisimo                    |
| The Shark´s               | Carlos Órdenes             | José Iglesias                      | 1.200     | Agora Sport | Municipalidad de La Serena  |
| Tinguiririca San Fernando | Guillermo Duarte Zecchetto | Municipal de San Fernando          | 1.500     | Deusport    | Heladería Bristol           |
| Truenos de Talca          | Carlos Morales Órdenes     | Manuel Herrera Blanco              | 4.500     | Zeus-Sport  | Corporación Deportes Talca  |

### Jugadores extranjeros
La siguiente lista muestra los jugadores extranjeros utilizados durante la competencia:
| Club                      | Jugador          | Cambio 1        | Cambio 2        |
| ------------------------- | ---------------- | --------------- | --------------- |
| Alemán de Concepción      | Lucas Mohnen     |                 |                 |
| Árabe de Valparaíso       | Jeremiah Toney   | Pedro Soares    |                 |
| Arturo Prat               | Félix Rivas      |                 |                 |
| Boston College            | TJ Robinson      |                 |                 |
| CDSB Constitución         | Enrico de Paula  |                 |                 |
| Club Brisas               | Luis Cuttis      |                 |                 |
| Huachipato                | Dennys Caldera   |                 |                 |
| Illapel Básquetbol        | Pedro Leopoldino | Caio Oliveira   |                 |
| Liceo de Curicó           | Gabriel Cardoso  |                 |                 |
| Luis Matte Larraín        | Luis Adrián      |                 |                 |
| Municipal Chillán         | Engel Medina     |                 |                 |
| CD Omega                  | Agustín Da Costa | David Aparicio  |                 |
| Puerto Montt Básquetbol   | Leyder Moreno    |                 |                 |
| Quilpué Basquetbol        | Axel Soria       |                 |                 |
| Regional Temuco           | Rómulo Gusmao    | Rayner Torres   | Markel Williams |
| Sergio Ceppi              | Michael Viazzo   |                 |                 |
| Stadio Italiano           | Renzo Valenzani  |                 |                 |
| The Shark´s               | Randiely Arias   | Víctor González |                 |
| Tinguiririca San Fernando | Ángel Ibáñez     | Pablo Crausaz   |                 |

## Tabla de Posiciones
Clave: PTOS: Puntos; PJ: Partidos jugados; PG: Partidos ganados; PP: Partidos Perdidos; AF: Puntos a Favor; EC: Puntos en Contra; DIF: Diferencia de puntos.

### Zona A[4]
| Pos | Equipo              | PTOS | PJ | PG | PP | AF  | EC  | DIF  |
| --- | ------------------- | ---- | -- | -- | -- | --- | --- | ---- |
| 1   | Árabe de Valparaíso | 14   | 8  | 6  | 2  | 602 | 502 | 100  |
| 2   | Illapel Básquetbol  | 13   | 8  | 5  | 3  | 562 | 565 | -3   |
| 3   | Quilpué Básquetbol  | 12   | 8  | 4  | 4  | 567 | 543 | 24   |
| 4   | The Sharks          | 11   | 8  | 3  | 5  | 607 | 600 | 7    |
| 5   | Arturo Prat         | 10   | 8  | 2  | 6  | 546 | 674 | -128 |

     Clasifica a Playoffs
     Disputa Playouts

#### Fixture Zona A[5]
| Semana 1                                             | Semana 1  | Semana 1           | Semana 1    | Semana 1    | Semana 1 |
| Local                                                | Resultado | Visita             | Gimnasio    | Fecha       | Hora     |
| ---------------------------------------------------- | --------- | ------------------ | ----------- | ----------- | -------- |
| Árabe de Valparaíso                                  | 57-75     | Quilpué Básquetbol | Fortín Prat | 29 de marzo | 18:00    |
| Libre: Arturo Prat - Quilpué Básquetbol - The Sharks |           |                    |             |             |          |

| Semana 2                  | Semana 2  | Semana 2            | Semana 2                 | Semana 2   | Semana 2 |
| Local                     | Resultado | Visita              | Gimnasio                 | Fecha      | Hora     |
| ------------------------- | --------- | ------------------- | ------------------------ | ---------- | -------- |
| Arturo Prat               | 56-90     | Árabe de Valparaíso | Arturo Prat              | 5 de abril | 18:30    |
| Illapel Básquetbol        | 80-77     | The Sharks          | Polideportivo de Illapel | 5 de abril | 19:30    |
| Libre: Quilpué Básquetbol |           |                     |                          |            |          |

| Semana 3           | Semana 3  | Semana 3            | Semana 3      | Semana 3    | Semana 3 |
| Local              | Resultado | Visita              | Gimnasio      | Fecha       | Hora     |
| ------------------ | --------- | ------------------- | ------------- | ----------- | -------- |
| The Sharks         | 71-69     | Árabe de Valparaíso | José Iglesias | 12 de abril | 17:30    |
| Quilpué Básquetbol | 67-76     | Illapel Básquetbol  | Fortín Prat   | 12 de abril | 18:00    |
| Libre: Arturo Prat |           |                     |               |             |          |

| Semana 4            | Semana 4  | Semana 4           | Semana 4    | Semana 4    | Semana 4 |
| Local               | Resultado | Visita             | Gimnasio    | Fecha       | Hora     |
| ------------------- | --------- | ------------------ | ----------- | ----------- | -------- |
| Árabe de Valparaíso | 69-58     | Illapel Básquetbol | Fortín Prat | 19 de abril | 17:30    |
| Arturo Prat         | 74-89     | Quilpué Básquetbol | Arturo Prat | 19 de abril | 19:30    |
| Libre: The Sharks   |           |                    |             |             |          |

| Semana 5                   | Semana 5  | Semana 5    | Semana 5                 | Semana 5    | Semana 5 |
| Local                      | Resultado | Visita      | Gimnasio                 | Fecha       | Hora     |
| -------------------------- | --------- | ----------- | ------------------------ | ----------- | -------- |
| Illapel Básquetbol         | 80-67     | Arturo Prat | Polideportivo de Illapel | 26 de abril | 18:00    |
| Quilpué Básquetbol         | 81-65     | The Sharks  | Fortín Prat              | 26 de abril | 19:00    |
| Libre: Árabe de Valparaíso |           |             |                          |             |          |

| Semana 6                  | Semana 6  | Semana 6            | Semana 6    | Semana 6  | Semana 6 |
| Local                     | Resultado | Visita              | Gimnasio    | Fecha     | Hora     |
| ------------------------- | --------- | ------------------- | ----------- | --------- | -------- |
| Quilpué Básquetbol        | 67-72     | Árabe de Valparaíso | Fortín Prat | 3 de mayo | 18:30    |
| Arturo Prat               | 82-100    | The Sharks          | Arturo Prat | 3 de mayo | 19:30    |
| Libre: Illapel Básquetbol |           |                     |             |           |          |

| Semana 7                  | Semana 7  | Semana 7           | Semana 7      | Semana 7   | Semana 7 |
| Local                     | Resultado | Visita             | Gimnasio      | Fecha      | Hora     |
| ------------------------- | --------- | ------------------ | ------------- | ---------- | -------- |
| Árabe de Valparaíso       | 91-44     | Arturo Prat        | Fortín Prat   | 10 de mayo | 18:00    |
| The Sharks                | 73-77     | Illapel Básquetbol | José Iglesias | 11 de mayo | 18:00    |
| Libre: Quilpué Básquetbol |           |                    |               |            |          |

| Semana 8            | Semana 8  | Semana 8           | Semana 8                 | Semana 8   | Semana 8 |
| Local               | Resultado | Visita             | Gimnasio                 | Fecha      | Hora     |
| ------------------- | --------- | ------------------ | ------------------------ | ---------- | -------- |
| Illapel Básquetbol  | 65-52     | Quilpué Básquetbol | Polideportivo de Illapel | 17 de mayo | 19:30    |
| Árabe de Valparaíso | 83-75     | The Sharks         | Fortín Prat              | 18 de mayo | 18:00    |
| Libre: Arturo Prat  |           |                    |                          |            |          |

| Semana 9           | Semana 9  | Semana 9            | Semana 9                 | Semana 9   | Semana 9 |
| Local              | Resultado | Visita              | Gimnasio                 | Fecha      | Hora     |
| ------------------ | --------- | ------------------- | ------------------------ | ---------- | -------- |
| Quilpué Básquetbol | 67-75     | Arturo Prat         | Fortín Prat              | 24 de mayo | 18:00    |
| Illapel Básquetbol | 56-71     | Árabe de Valparaíso | Polideportivo de Illapel | 24 de mayo | 19:00    |
| The Sharks         | 87-59     | Arturo Prat         | José Iglesias            | 25 de mayo | 17:00    |

| Semana 10                  | Semana 10 | Semana 10          | Semana 10     | Semana 10  | Semana 10 |
| Local                      | Resultado | Visita             | Gimnasio      | Fecha      | Hora      |
| -------------------------- | --------- | ------------------ | ------------- | ---------- | --------- |
| The Sharks                 | 59-69     | Quilpué Básquetbol | José Iglesias | 31 de mayo | 17:30     |
| Arturo Prat                | 89-70     | Illapel Básquetbol | Arturo Prat   | 31 de mayo | 19:00     |
| Libre: Árabe de Valparaíso |           |                    |               |            |           |

### Zona B[6]
| Pos | Equipo             | PTOS | PJ | PG | PP | AF  | EC  | DIF  |
| --- | ------------------ | ---- | -- | -- | -- | --- | --- | ---- |
| 1   | Boston College     | 15   | 8  | 7  | 1  | 623 | 506 | 117  |
| 2   | Luis Matte Larraín | 14   | 8  | 6  | 2  | 595 | 536 | 59   |
| 3   | Stadio Italiano    | 12   | 8  | 4  | 4  | 562 | 549 | 13   |
| 4   | Sergio Ceppi       | 10   | 8  | 2  | 6  | 528 | 596 | -68  |
| 5   | Club Brisas        | 9    | 8  | 1  | 7  | 477 | 598 | -121 |

     Clasifica a Playoffs
     Disputa Playouts

#### Fixture Zona B[7]
| Semana 1           | Semana 1  | Semana 1           | Semana 1       | Semana 1    | Semana 1 |
| Local              | Resultado | Visita             | Gimnasio       | Fecha       | Hora     |
| ------------------ | --------- | ------------------ | -------------- | ----------- | -------- |
| Sergio Ceppi       | 69-90     | Stadio Italiano    | Sergio Ceppi   | 28 de marzo | 20:30    |
| Boston College     | 73-65     | Luis Matte Larraín | Boston College | 29 de marzo | 18:30    |
| Libre: Club Brisas |           |                    |                |             |          |

| Semana 2                  | Semana 2  | Semana 2       | Semana 2        | Semana 2   | Semana 2 |
| Local                     | Resultado | Visita         | Gimnasio        | Fecha      | Hora     |
| ------------------------- | --------- | -------------- | --------------- | ---------- | -------- |
| Club Brisas               | 65-76     | Sergio Ceppi   | Club Brisas     | 4 de abril | 20:30    |
| Stadio Italiano           | 71-68     | Boston College | Stadio Italiano | 5 de abril | 19:30    |
| Libre: Luis Matte Larraín |           |                |                 |            |          |

| Semana 3               | Semana 3  | Semana 3       | Semana 3             | Semana 3    | Semana 3 |
| Local                  | Resultado | Visita         | Gimnasio             | Fecha       | Hora     |
| ---------------------- | --------- | -------------- | -------------------- | ----------- | -------- |
| Luis Matte Larraín     | 63-57     | Club Brisas    | Carlos Flores Cepeda | 12 de abril | 19:30    |
| Sergio Ceppi           | 59-69     | Boston College | Sergio Ceppi         | 12 de abril | 20:30    |
| Libre: Stadio Italiano |           |                |                      |             |          |

| Semana 4            | Semana 4  | Semana 4           | Semana 4        | Semana 4    | Semana 4 |
| Local               | Resultado | Visita             | Gimnasio        | Fecha       | Hora     |
| ------------------- | --------- | ------------------ | --------------- | ----------- | -------- |
| Stadio Italiano     | 74-86     | Luis Matte Larraín | Stadio Italiano | 17 de abril | 20:00    |
| Boston College      | 92-58     | Club Brisas        | Boston College  | 20 de abril | 19:00    |
| Libre: Sergio Ceppi |           |                    |                 |             |          |

| Semana 5              | Semana 5  | Semana 5        | Semana 5             | Semana 5    | Semana 5 |
| Local                 | Resultado | Visita          | Gimnasio             | Fecha       | Hora     |
| --------------------- | --------- | --------------- | -------------------- | ----------- | -------- |
| Club Brisas           | 65-63     | Stadio Italiano | Club Brisas          | 26 de abril | 19:30    |
| Luis Matte Larraín    | 90-71     | Sergio Ceppi    | Carlos Flores Cepeda | 26 de abril | 19:30    |
| Libre: Boston College |           |                 |                      |             |          |

| Semana 6           | Semana 6  | Semana 6       | Semana 6             | Semana 6  | Semana 6 |
| Local              | Resultado | Visita         | Gimnasio             | Fecha     | Hora     |
| ------------------ | --------- | -------------- | -------------------- | --------- | -------- |
| Stadio Italiano    | 73-59     | Sergio Ceppi   | Stadio Italiano      | 3 de mayo | 19:00    |
| Luis Matte Larraín | 71-82     | Boston College | Carlos Flores Cepeda | 3 de mayo | 19:30    |
| Libre: Club Brisas |           |                |                      |           |          |

| Semana 7                  | Semana 7  | Semana 7        | Semana 7       | Semana 7   | Semana 7 |
| Local                     | Resultado | Visita          | Gimnasio       | Fecha      | Hora     |
| ------------------------- | --------- | --------------- | -------------- | ---------- | -------- |
| Sergio Ceppi              | 75-63     | Club Brisas     | Sergio Ceppi   | 9 de mayo  | 20:30    |
| Boston College            | 73-67     | Stadio Italiano | Boston College | 10 de mayo | 19:00    |
| Libre: Luis Matte Larraín |           |                 |                |            |          |

| Semana 8               | Semana 8  | Semana 8           | Semana 8       | Semana 8   | Semana 8 |
| Local                  | Resultado | Visita             | Gimnasio       | Fecha      | Hora     |
| ---------------------- | --------- | ------------------ | -------------- | ---------- | -------- |
| Club Brisas            | 60-82     | Luis Matte Larraín | Club Brisas    | 17 de mayo | 19:00    |
| Boston College         | 82-61     | Sergio Ceppi       | Boston College | 18 de mayo | 19:30    |
| Libre: Stadio Italiano |           |                    |                |            |          |

| Semana 9            | Semana 9  | Semana 9        | Semana 9             | Semana 9   | Semana 9 |
| Local               | Resultado | Visita          | Gimnasio             | Fecha      | Hora     |
| ------------------- | --------- | --------------- | -------------------- | ---------- | -------- |
| Club Brisas         | 54-84     | Boston College  | Club Brisas          | 24 de mayo | 19:30    |
| Luis Matte Larraín  | 74-61     | Stadio Italiano | Carlos Flores Cepeda | 25 de mayo | 18:00    |
| Libre: Sergio Ceppi |           |                 |                      |            |          |

| Semana 10             | Semana 10 | Semana 10          | Semana 10       | Semana 10  | Semana 10 |
| Local                 | Resultado | Visita             | Gimnasio        | Fecha      | Hora      |
| --------------------- | --------- | ------------------ | --------------- | ---------- | --------- |
| Stadio Italiano       | 63-55     | Club Brisas        | Stadio Italiano | 31 de mayo | 20:00     |
| Sergio Ceppi          | 58-64     | Luis Matte Larraín | Sergio Ceppi    | 1 de junio | 20:00     |
| Libre: Boston College |           |                    |                 |            |           |

### Zona C[8]
| Pos | Equipo            | PTOS | PJ | PG | PP | AF  | EC  | DIF |
| --- | ----------------- | ---- | -- | -- | -- | --- | --- | --- |
| 1   | Truenos de Talca  | 16   | 8  | 8  | 0  | 633 | 526 | 107 |
| 2   | Liceo de Curicó   | 13   | 8  | 5  | 3  | 556 | 515 | 41  |
| 3   | Municipal Chillán | 11   | 8  | 4  | 4  | 490 | 526 | -36 |
| 4   | CDSB Constitución | 10   | 8  | 2  | 6  | 597 | 615 | -18 |
| 5   | Tinguiririca SF   | 9    | 8  | 1  | 7  | 512 | 606 | -94 |

     Clasifica a Playoffs
     Disputa Playouts
1. ↑  Sancionado con derrota 20-0 por desperfectos en el Gimnasio. No suma punto por derrota en dicho partido del 26 de abril de la semana 5 versus Liceo de Curicó.

#### Fixture Zona C[9]
| Semana 1                 | Semana 1  | Semana 1          | Semana 1               | Semana 1    | Semana 1 |
| Local                    | Resultado | Visita            | Gimnasio               | Fecha       | Hora     |
| ------------------------ | --------- | ----------------- | ---------------------- | ----------- | -------- |
| Liceo de Curicó          | 53-65     | Truenos de Talca  | Abraham Milad          | 29 de marzo | 19:00    |
| Tinguiririca SF          | 65-71     | Municipal Chillán | Municipal San Fernando | 29 de marzo | 19:30    |
| Libre: CDSB Constitución |           |                   |                        |             |          |

| Semana 2                 | Semana 2  | Semana 2         | Semana 2                      | Semana 2   | Semana 2 |
| Local                    | Resultado | Visita           | Gimnasio                      | Fecha      | Hora     |
| ------------------------ | --------- | ---------------- | ----------------------------- | ---------- | -------- |
| CDSB Constitución        | 76-78     | Liceo de Curicó  | Municipal Enrique Donn Müller | 5 de abril | 17:30    |
| Tinguiririca SF          | 69-75     | Truenos de Talca | Municipal San Fernando        | 5 de abril | 19:00    |
| Libre: Municipal Chillán |           |                  |                               |            |          |

| Semana 3                                                    | Semana 3  | Semana 3          | Semana 3                 | Semana 3    | Semana 3 |
| Local                                                       | Resultado | Visita            | Gimnasio                 | Fecha       | Hora     |
| ----------------------------------------------------------- | --------- | ----------------- | ------------------------ | ----------- | -------- |
| Municipal Chillán                                           | 69-82     | CDSB Constitución | Casa del Deporte Chillán | 12 de abril | 18:30    |
| Libre: Liceo de Curicó - Tinguiririca SF - Truenos de Talca |           |                   |                          |             |          |

| Semana 4               | Semana 4  | Semana 4          | Semana 4                      | Semana 4    | Semana 4 |
| Local                  | Resultado | Visita            | Gimnasio                      | Fecha       | Hora     |
| ---------------------- | --------- | ----------------- | ----------------------------- | ----------- | -------- |
| Truenos de Talca       | 77-59     | Municipal Chillán | Manuel Herrera Blanco         | 19 de abril | 18:00    |
| CDSB Constitución      | 71-56     | Tinguiririca SF   | Municipal Enrique Donn Müller | 19 de abril | 18:00    |
| Libre: Liceo de Curicó |           |                   |                               |             |          |

| Semana 5          | Semana 5  | Semana 5         | Semana 5                      | Semana 5    | Semana 5 |
| Local             | Resultado | Visita           | Gimnasio                      | Fecha       | Hora     |
| ----------------- | --------- | ---------------- | ----------------------------- | ----------- | -------- |
| Municipal Chillán | 0-20      | Liceo de Curicó  | Casa del Deporte Chillán      | 26 de abril | 17:30    |
| CDSB Constitución | 84-87     | Truenos de Talca | Municipal Enrique Donn Müller | 26 de abril | 18:00    |
| Liceo de Curicó   | 96-56     | Tinguiririca SF  | Abraham Milad                 | 27 de abril | 17:00    |

| Semana 6                 | Semana 6  | Semana 6        | Semana 6                 | Semana 6  | Semana 6 |
| Local                    | Resultado | Visita          | Gimnasio                 | Fecha     | Hora     |
| ------------------------ | --------- | --------------- | ------------------------ | --------- | -------- |
| Truenos de Talca         | 93-72     | Liceo de Curicó | Manuel Herrera Blanco    | 4 de mayo | 18:00    |
| Municipal Chillán        | 73-60     | Tinguiririca SF | Casa del Deporte Chillán | 4 de mayo | 19:00    |
| Libre: CDSB Constitución |           |                 |                          |           |          |

| Semana 7                 | Semana 7  | Semana 7          | Semana 7              | Semana 7   | Semana 7 |
| Local                    | Resultado | Visita            | Gimnasio              | Fecha      | Hora     |
| ------------------------ | --------- | ----------------- | --------------------- | ---------- | -------- |
| Truenos de Talca         | 79-59     | Tinguiririca SF   | Manuel Herrera Blanco | 10 de mayo | 18:00    |
| Liceo de Curicó          | 87-79     | CDSB Constitución | Abraham Milad         | 10 de mayo | 19:00    |
| Libre: Municipal Chillán |           |                   |                       |            |          |

| Semana 8                | Semana 8  | Semana 8          | Semana 8                      | Semana 8   | Semana 8 |
| Local                   | Resultado | Visita            | Gimnasio                      | Fecha      | Hora     |
| ----------------------- | --------- | ----------------- | ----------------------------- | ---------- | -------- |
| CDSB Constitución       | 70-84     | Municipal Chillán | Municipal Enrique Donn Müller | 17 de mayo | 18:00    |
| Tinguiririca SF         | 74-81     | Liceo de Curicó   | Colegio Hermanos Maristas     | 18 de mayo | 18:00    |
| Libre: Truenos de Talca |           |                   |                               |            |          |

| Semana 9          | Semana 9  | Semana 9          | Semana 9                 | Semana 9   | Semana 9 |
| Local             | Resultado | Visita            | Gimnasio                 | Fecha      | Hora     |
| ----------------- | --------- | ----------------- | ------------------------ | ---------- | -------- |
| Liceo de Curicó   | 69-72     | Municipal Chillán | Abraham Milad            | 21 de mayo | 18:00    |
| Municipal Chillán | 62-76     | Truenos de Talca  | Casa del Deporte Chillán | 24 de mayo | 17:30    |
| Tinguiririca SF   | 73-60     | CDSB Constitución | Municipal San Fernando   | 25 de mayo | 18:30    |

| Semana 10                                                    | Semana 10 | Semana 10         | Semana 10             | Semana 10  | Semana 10 |
| Local                                                        | Resultado | Visita            | Gimnasio              | Fecha      | Hora      |
| ------------------------------------------------------------ | --------- | ----------------- | --------------------- | ---------- | --------- |
| Truenos de Talca                                             | 81-68     | CDSB Constitución | Manuel Herrera Blanco | 31 de mayo | 18:00     |
| Libre: Liceo de Curicó - Municipal Chillán - Tinguiririca SF |           |                   |                       |            |           |

### Zona D[11]
| Pos | Equipo                  | PTOS | PJ | PG | PP | AF  | EC  | DIF  |
| --- | ----------------------- | ---- | -- | -- | -- | --- | --- | ---- |
| 1   | Puerto Montt Básquetbol | 15   | 8  | 7  | 1  | 716 | 544 | 172  |
| 2   | Alemán de Concepción    | 13   | 8  | 5  | 3  | 592 | 556 | 36   |
| 3   | CD Omega                | 12   | 8  | 5  | 3  | 483 | 512 | -29  |
| 4   | Regional Temuco         | 10   | 8  | 2  | 6  | 590 | 667 | -77  |
| 5   | Huachipato              | 9    | 8  | 1  | 7  | 520 | 622 | -102 |

     Clasifica a Playoffs
     Disputa Playouts
1. ↑  Sancionado con derrota 20-0 por desperfectos en el Gimnasio. No suma punto por derrota en dicho partido del 13 de abril de la semana 3 versus Alemán de Concepción.

#### Fixture Zona D[12]
| Semana 1                    | Semana 1  | Semana 1        | Semana 1              | Semana 1    | Semana 1 |
| Local                       | Resultado | Visita          | Gimnasio              | Fecha       | Hora     |
| --------------------------- | --------- | --------------- | --------------------- | ----------- | -------- |
| CD Huachipato               | 61-64     | CD Omega        | CAP Huachipato        | 26 de marzo | 21:00    |
| Puerto Montt Básquet        | 94-72     | Regional Temuco | Mario Marchant Binder | 29 de marzo | 19:00    |
| Libre: Alemán de Concepción |           |                 |                       |             |          |

| Semana 2             | Semana 2  | Semana 2             | Semana 2                     | Semana 2   | Semana 2 |
| Local                | Resultado | Visita               | Gimnasio                     | Fecha      | Hora     |
| -------------------- | --------- | -------------------- | ---------------------------- | ---------- | -------- |
| Alemán de Concepción | 74-98     | Puerto Montt Básquet | Polideportivo Alemán Otto    | 5 de abril | 18:00    |
| Regional Temuco      | 88-56     | CD Huachipato        | Coliseo Universidad Autónoma | 5 de abril | 19:00    |
| Libre: CD Omega      |           |                      |                              |            |          |

| Semana 3               | Semana 3  | Semana 3             | Semana 3                | Semana 3    | Semana 3 |
| Local                  | Resultado | Visita               | Gimnasio                | Fecha       | Hora     |
| ---------------------- | --------- | -------------------- | ----------------------- | ----------- | -------- |
| Puerto Montt Básquet   | 79-51     | CD Huachipato        | Mario Marchant Binder   | 12 de abril | 19:00    |
| CD Omega               | 0-20      | Alemán de Concepción | UC Santísima Concepción | 13 de abril | 19:00    |
| Libre: Regional Temuco |           |                      |                         |             |          |

| Semana 4                    | Semana 4  | Semana 4             | Semana 4                     | Semana 4    | Semana 4 |
| Local                       | Resultado | Visita               | Gimnasio                     | Fecha       | Hora     |
| --------------------------- | --------- | -------------------- | ---------------------------- | ----------- | -------- |
| CD Huachipato               | 71-86     | Alemán de Concepción | CAP Huachipato               | 17 de abril | 20:00    |
| Regional Temuco             | 64-72     | CD Omega             | Coliseo Universidad Autónoma | 19 de abril | 19:00    |
| Libre: Puerto Montt Básquet |           |                      |                              |             |          |

| Semana 5             | Semana 5  | Semana 5             | Semana 5                  | Semana 5    | Semana 5 |
| Local                | Resultado | Visita               | Gimnasio                  | Fecha       | Hora     |
| -------------------- | --------- | -------------------- | ------------------------- | ----------- | -------- |
| Alemán de Concepción | 93-64     | Regional Temuco      | Polideportivo Alemán Otto | 26 de abril | 18:30    |
| CD Omega             | 61-71     | Puerto Montt Básquet | UC Santísima Concepción   | 27 de abril | 18:00    |
| Libre: CD Huachipato |           |                      |                           |             |          |

| Semana 6                    | Semana 6  | Semana 6             | Semana 6                     | Semana 6  | Semana 6 |
| Local                       | Resultado | Visita               | Gimnasio                     | Fecha     | Hora     |
| --------------------------- | --------- | -------------------- | ---------------------------- | --------- | -------- |
| CD Omega                    | 64-59     | CD Huachipato        | UC Santísima Concepción      | 3 de mayo | 17:30    |
| Regional Temuco             | 68-107    | Puerto Montt Básquet | Coliseo Universidad Autónoma | 3 de mayo | 18:00    |
| Libre: Alemán de Concepción |           |                      |                              |           |          |

| Semana 7             | Semana 7  | Semana 7             | Semana 7              | Semana 7   | Semana 7 |
| Local                | Resultado | Visita               | Gimnasio              | Fecha      | Hora     |
| -------------------- | --------- | -------------------- | --------------------- | ---------- | -------- |
| CD Huachipato        | 75-80     | Regional Temuco      | CAP Huachipato        | 10 de mayo | 19:30    |
| Puerto Montt Básquet | 99-74     | Alemán de Concepción | Mario Marchant Binder | 11 de mayo | 17:00    |
| Libre: CD Omega      |           |                      |                       |            |          |

| Semana 8               | Semana 8  | Semana 8             | Semana 8                  | Semana 8   | Semana 8 |
| Local                  | Resultado | Visita               | Gimnasio                  | Fecha      | Hora     |
| ---------------------- | --------- | -------------------- | ------------------------- | ---------- | -------- |
| CD Huachipato          | 74-73     | Puerto Montt Básquet | CAP Huachipato            | 17 de mayo | 18:30    |
| Alemán de Concepción   | 67-72     | CD Omega             | Polideportivo Alemán Otto | 17 de mayo | 18:30    |
| Libre: Regional Temuco |           |                      |                           |            |          |

| Semana 9                    | Semana 9  | Semana 9        | Semana 9                  | Semana 9   | Semana 9 |
| Local                       | Resultado | Visita          | Gimnasio                  | Fecha      | Hora     |
| --------------------------- | --------- | --------------- | ------------------------- | ---------- | -------- |
| CD Omega                    | 80-75     | Regional Temuco | UC Santísima Concepción   | 24 de mayo | 18:00    |
| Alemán de Concepción        | 88-73     | CD Huachipato   | Polideportivo Alemán Otto | 24 de mayo | 18:30    |
| Libre: Puerto Montt Básquet |           |                 |                           |            |          |

| Semana 10            | Semana 10 | Semana 10            | Semana 10                    | Semana 10  | Semana 10 |
| Local                | Resultado | Visita               | Gimnasio                     | Fecha      | Hora      |
| -------------------- | --------- | -------------------- | ---------------------------- | ---------- | --------- |
| Regional Temuco      | 79-90     | Alemán de Concepción | Coliseo Universidad Autónoma | 31 de mayo | 19:30     |
| Puerto Montt Básquet | 95-70     | CD Omega             | Mario Marchant Binder        | 31 de mayo | 20:30     |
| Libre: CD Huachipato |           |                      |                              |            |           |

## Cuadro de Play-Off
|  | Cuartos de final Zonal | Cuartos de final Zonal  | Cuartos de final Zonal | Cuartos de final Zonal  | Cuartos de final Zonal |    |                         | Semifinal Zonal | Semifinal Zonal | Semifinal Zonal | Semifinal Zonal | Semifinal Zonal |    |                      | Final Zonal         | Final Zonal | Final Zonal | Final Zonal |    |                | Final Nacional | Final Nacional | Final Nacional | Final Nacional | Final Nacional | Final Nacional |  |
|  |                        |                         |                        |                         |                        |    |                         |                 |                 |                 |                 |                 |    |                      |                     |             |             |             |    |                |                |                |                |                |                |                |  |
|  |                        |                         |                        |                         |                        |    |                         |                 |                 |                 |                 |                 |    |                      |                     |             |             |             |    |                |                |                |                |                |                |                |  |
|  | 1A                     | Árabe de Valparaíso     | 80                     | 65                      |                        |    |                         |                 |                 |                 |                 |                 |    |                      |                     |             |             |             |    |                |                |                |                |                |                |                |  |
|  | 1A                     | Árabe de Valparaíso     | 80                     | 65                      |                        |    |                         |                 |                 |                 |                 |                 |    |                      |                     |             |             |             |    |                |                |                |                |                |                |                |  |
|  | 4A                     | The Sharks              | 51                     | 62                      |                        |    |                         |                 |                 |                 |                 |                 |    |                      |                     |             |             |             |    |                |                |                |                |                |                |                |  |
|  | 4A                     | The Sharks              | 51                     | 62                      |                        | 1A | Árabe de Valparaíso     | 69              | 67              | 63              |                 |                 |    |                      |                     |             |             |             |    |                |                |                |                |                |                |                |  |
|  |                        |                         |                        |                         |                        | 1A | Árabe de Valparaíso     | 69              | 67              | 63              |                 |                 |    |                      |                     |             |             |             |    |                |                |                |                |                |                |                |  |
|  |                        |                         | 3B                     | Stadio Italiano         | 71                     | 59 | 51                      |                 |                 |                 |                 |                 |    |                      |                     |             |             |             |    |                |                |                |                |                |                |                |  |
|  | 2B                     | Luis Matte Larraín      | 3B                     | Stadio Italiano         | 71                     | 59 | 51                      | 80              | 82              | 74              |                 |                 |    |                      |                     |             |             |             |    |                |                |                |                |                |                |                |  |
|  | 2B                     | Luis Matte Larraín      |                        |                         |                        |    |                         |                 |                 | 74              |                 |                 |    |                      |                     |             |             |             |    |                |                |                |                |                |                |                |  |
|  | 3B                     | Stadio Italiano         | 85                     | 80                      | 82                     |    |                         |                 |                 |                 |                 |                 |    |                      |                     |             |             |             |    |                |                |                |                |                |                |                |  |
|  | 3B                     | Stadio Italiano         | 85                     | 80                      | 82                     |    |                         |                 |                 |                 |                 |                 |    | 1A                   | Árabe de Valparaíso | 66          | 64          |             |    |                |                |                |                |                |                |                |  |
|  |                        |                         |                        |                         |                        |    |                         |                 |                 |                 |                 |                 |    | 1A                   | Árabe de Valparaíso | 66          | 64          |             |    |                |                |                |                |                |                |                |  |
|  |                        |                         | 1B                     | Boston College          | 86                     | 71 |                         |                 |                 |                 |                 |                 |    |                      |                     |             |             |             |    |                |                |                |                |                |                |                |  |
|  | 1B                     | Boston College          | 1B                     | Boston College          | 86                     | 71 | 74                      | 60              |                 |                 |                 |                 |    |                      |                     |             |             |             |    |                |                |                |                |                |                |                |  |
|  | 1B                     | Boston College          |                        |                         |                        |    |                         |                 |                 |                 |                 |                 |    |                      |                     |             |             |             |    |                |                |                |                |                |                |                |  |
|  | 4B                     | Sergio Ceppi            | 56                     | 58                      |                        |    |                         |                 |                 |                 |                 |                 |    |                      |                     |             |             |             |    |                |                |                |                |                |                |                |  |
|  | 4B                     | Sergio Ceppi            | 56                     | 58                      |                        | 1B | Boston College          | 84              | 72              |                 |                 |                 |    |                      |                     |             |             |             |    |                |                |                |                |                |                |                |  |
|  |                        |                         |                        |                         |                        | 1B | Boston College          | 84              | 72              |                 |                 |                 |    |                      |                     |             |             |             |    |                |                |                |                |                |                |                |  |
|  |                        |                         | 2A                     | Illapel Básquetbol      | 77                     | 63 |                         |                 |                 |                 |                 |                 |    |                      |                     |             |             |             |    |                |                |                |                |                |                |                |  |
|  | 2A                     | Illapel Básquetbol      | 2A                     | Illapel Básquetbol      | 77                     | 63 | 65                      | 80              |                 |                 |                 |                 |    |                      |                     |             |             |             |    |                |                |                |                |                |                |                |  |
|  | 2A                     | Illapel Básquetbol      |                        |                         |                        |    |                         |                 |                 |                 |                 |                 |    |                      |                     |             |             |             |    |                |                |                |                |                |                |                |  |
|  | 3A                     | Quilpué Básquetbol      | 53                     | 64                      |                        |    |                         |                 |                 |                 |                 |                 |    |                      |                     |             |             |             |    |                |                |                |                |                |                |                |  |
|  | 3A                     | Quilpué Básquetbol      | 53                     | 64                      |                        |    |                         |                 |                 |                 |                 |                 |    |                      |                     |             |             |             | 1B | Boston College | 85             | 67             | 64             | 63             |                |                |  |
|  |                        |                         |                        |                         |                        |    |                         |                 |                 |                 |                 |                 |    |                      |                     |             |             |             | 1B | Boston College | 85             | 67             | 64             | 63             |                |                |  |
|  |                        |                         | 1D                     | Puerto Montt Básquetbol | 109                    | 71 | 61                      | 81              |                 |                 |                 |                 |    |                      |                     |             |             |             |    |                |                |                |                |                |                |                |  |
|  | 1C                     | Truenos de Talca        | 1D                     | Puerto Montt Básquetbol | 109                    | 71 | 61                      | 81              | 86              | 72              |                 |                 |    |                      |                     |             |             |             |    |                |                |                |                |                |                |                |  |
|  | 1C                     | Truenos de Talca        |                        |                         |                        |    |                         |                 |                 | 72              |                 |                 |    |                      |                     |             |             |             |    |                |                |                |                |                |                |                |  |
|  | 4C                     | CDSB Constitución       | 57                     | 67                      |                        |    |                         |                 |                 |                 |                 |                 |    |                      |                     |             |             |             |    |                |                |                |                |                |                |                |  |
|  | 4C                     | CDSB Constitución       | 57                     | 67                      |                        | 1C | Truenos de Talca        | 68              | 63              | 69              |                 |                 |    |                      |                     |             |             |             |    |                |                |                |                |                |                |                |  |
|  |                        |                         |                        |                         |                        | 1C | Truenos de Talca        | 68              | 63              | 69              |                 |                 |    |                      |                     |             |             |             |    |                |                |                |                |                |                |                |  |
|  |                        |                         | 2D                     | Alemán de Concepción    | 70                     | 60 | 73                      |                 |                 |                 |                 |                 |    |                      |                     |             |             |             |    |                |                |                |                |                |                |                |  |
|  | 2D                     | Alemán de Concepción    | 2D                     | Alemán de Concepción    | 70                     | 60 | 73                      | 72              | 108             |                 |                 |                 |    |                      |                     |             |             |             |    |                |                |                |                |                |                |                |  |
|  | 2D                     | Alemán de Concepción    |                        |                         |                        |    |                         |                 |                 |                 |                 |                 |    |                      |                     |             |             |             |    |                |                |                |                |                |                |                |  |
|  | 3D                     | CD Omega                | 67                     | 101                     |                        |    |                         |                 |                 |                 |                 |                 |    |                      |                     |             |             |             |    |                |                |                |                |                |                |                |  |
|  | 3D                     | CD Omega                | 67                     | 101                     |                        |    |                         |                 |                 |                 |                 |                 | 2D | Alemán de Concepción | 83                  | 76          |             |             |    |                |                |                |                |                |                |                |  |
|  |                        |                         |                        |                         |                        |    |                         |                 |                 |                 |                 |                 | 2D | Alemán de Concepción | 83                  | 76          |             |             |    |                |                |                |                |                |                |                |  |
|  |                        |                         | 1D                     | Puerto Montt Básquetbol | 100                    | 90 |                         |                 |                 |                 |                 |                 |    |                      |                     |             |             |             |    |                |                |                |                |                |                |                |  |
|  | 1D                     | Puerto Montt Básquetbol | 1D                     | Puerto Montt Básquetbol | 100                    | 90 | 103                     | 98              |                 |                 |                 |                 |    |                      |                     |             |             |             |    |                |                |                |                |                |                |                |  |
|  | 1D                     | Puerto Montt Básquetbol |                        |                         |                        |    |                         |                 |                 |                 |                 |                 |    |                      |                     |             |             |             |    |                |                |                |                |                |                |                |  |
|  | 4D                     | Regional Temuco         | 60                     | 76                      |                        |    |                         |                 |                 |                 |                 |                 |    |                      |                     |             |             |             |    |                |                |                |                |                |                |                |  |
|  | 4D                     | Regional Temuco         | 60                     | 76                      |                        | 1D | Puerto Montt Básquetbol | 102             | 95              |                 |                 |                 |    |                      |                     |             |             |             |    |                |                |                |                |                |                |                |  |
|  |                        |                         |                        |                         |                        | 1D | Puerto Montt Básquetbol | 102             | 95              |                 |                 |                 |    |                      |                     |             |             |             |    |                |                |                |                |                |                |                |  |
|  |                        |                         | 3C                     | Municipal Chillán       | 60                     | 66 |                         |                 |                 |                 |                 |                 |    |                      |                     |             |             |             |    |                |                |                |                |                |                |                |  |
|  | 2C                     | Liceo de Curicó         | 3C                     | Municipal Chillán       | 60                     | 66 | 0                       |                 |                 |                 |                 |                 |    |                      |                     |             |             |             |    |                |                |                |                |                |                |                |  |
|  | 2C                     | Liceo de Curicó         |                        |                         |                        |    |                         |                 |                 |                 |                 |                 |    |                      |                     |             |             |             |    |                |                |                |                |                |                |                |  |
|  | 3C                     | Municipal Chillán       | 20                     |                         |                        |    |                         |                 |                 |                 |                 |                 |    |                      |                     |             |             |             |    |                |                |                |                |                |                |                |  |
|  | 3C                     | Municipal Chillán       | 20                     |                         |                        |    |                         |                 |                 |                 |                 |                 |    |                      |                     |             |             |             |    |                |                |                |                |                |                |                |  |
|  |                        |                         |                        |                         |                        |    |                         |                 |                 |                 |                 |                 |    |                      |                     |             |             |             |    |                |                |                |                |                |                |                |  |

## Play-Out

### 5AArturo Prat vs5BClub Brisas
| 7 de junio de 2025 Partido 1     | Arturo Prat                                                                                    | 68–61 (Series: 1-0)                  | Club Brisas                                                                             | San Felipe                                                                                     |  |  |
| 19:00                            | Parciales: 23-12, 20-21, 6-18, 19-10                                                           | Parciales: 23-12, 20-21, 6-18, 19-10 | Parciales: 23-12, 20-21, 6-18, 19-10                                                    |                                                                                                |  |  |
|                                  | Estadísticas Matías Porras (23) Agustín Villalón (15) Tomás González (6) Agustín Villalón (24) | Reporte Pts Reb Asts Val             | Estadísticas (17) Luis Cuttis (8) Luis Cuttis (3) Luis Cuttis (13) Sebastián Villarroel | Pabellón: Arturo Prat Árbitros: R. Painemil S. Gallegos P. Orellana Televisión: basquetpass.tv |  |  |
| Arturo Prat lidera la serie, 1-0 |                                                                                                |                                      |                                                                                         |                                                                                                |  |  |
|                                  |                                                                                                |                                      |                                                                                         |                                                                                                |  |  |

| 14 de junio de 2025 Partido 2 | Club Brisas                                                                                 | 84–59 (Series: 1-1)                  | Arturo Prat                                                                                       | La Cisterna                                                                                  |  |  |
| 19:30                         | Parciales: 19-23, 26-10, 22-22, 17-4                                                        | Parciales: 19-23, 26-10, 22-22, 17-4 | Parciales: 19-23, 26-10, 22-22, 17-4                                                              |                                                                                              |  |  |
|                               | Estadísticas Luis Cuttis (23) Sebastián Villarroel (8) Lucas Fernández (4) Luis Cuttis (23) | Reporte Pts Reb Asts Val             | Estadísticas (28) Agustín Villalón (11) Agustín Villalón (5) Tomás González (30) Agustín Villalón | Pabellón: Club Brisas Árbitros: P. Mardones S. Negrón F. Ocaranza Televisión: basquetpass.tv |  |  |
| Serie igualada, 1-1           |                                                                                             |                                      |                                                                                                   |                                                                                              |  |  |
|                               |                                                                                             |                                      |                                                                                                   |                                                                                              |  |  |

| 22 de junio de 2025 Partido 3  | Arturo Prat                                                                                         | 85–59 (Series: 2-1)                  | Club Brisas                                                                       | San Felipe                                                                                   |  |  |
| 17:00                          | Parciales: 18-22, 29-13, 23-6, 15-18                                                                | Parciales: 18-22, 29-13, 23-6, 15-18 | Parciales: 18-22, 29-13, 23-6, 15-18                                              |                                                                                              |  |  |
|                                | Estadísticas Agustín Villalón (35) Agustín Villalón (18) Agustín Villalón (8) Agustín Villalón (55) | Reporte Pts Reb Asts Val             | Estadísticas (15) Luis Cuttis (10) Luis Cuttis (2) Sebastián Roa (14) Luis Cuttis | Pabellón: Arturo Prat Árbitros: P. Mardones R. Painemil G. Arenas Televisión: basquetpass.tv |  |  |
| Arturo Prat gana la serie, 2-1 | |                                      |                                                                                   |                                                                                              |  |  |
|                                | |                                      |                                                                                   |                                                                                              |  |  |

Arturo Prat gana la serie por 2-1. Como consecuencia, Club Brisas desciende de Liga Dos para la temporada 2026.

### 5CTinguiririca San Fernandovs5DHuachipato
| 8 de junio de 2025 Partido 1       | Tinguiririca SF                                                                                 | 57–58 (Series: 0-1)                  | Huachipato                                                                             | San Fernando                                                                                        |  |  |
| 17:00                              | Parciales: 17-7, 10-20, 18-21, 12-10                                                            | Parciales: 17-7, 10-20, 18-21, 12-10 | Parciales: 17-7, 10-20, 18-21, 12-10                                                   | |  |  |
|                                    | Estadísticas Iván Pacheco (19) Alfonso González (12) Alfonso González (4) Alfonso González (17) | Reporte Pts Reb Asts Val             | Estadísticas (14) Luís Becerra (13) Nicolás Álvarez (5) Luís Becerra (15) Marko Castro | Pabellón: Municipal San Fernando Árbitros: M. Bravo E. López S. Gallegos Televisión: basquetpass.tv |  |  |
| CD Huachipato lidera la serie, 1-0 |                                                                                                 |                                      |                                                                                        | |  |  |
|                                    |                                                                                                 |                                      |                                                                                        | |  |  |

| 15 de junio de 2025 Partido 2    | Huachipato                                                                                   | 75–49 (Series: 2-0)                  | Tinguiririca SF                                                                               | Talcahuano                                                                                       |  |  |
| 19:00                            | Parciales: 24-10, 18-15, 16-15, 17-9                                                         | Parciales: 24-10, 18-15, 16-15, 17-9 | Parciales: 24-10, 18-15, 16-15, 17-9                                                          |                                                                                                  |  |  |
|                                  | Estadísticas Agustín Godoy (16) Alejandro Sepúlveda (5) Ricardo Maass (4) Agustín Godoy (18) | Reporte Pts Reb Asts Val             | Estadísticas (25) Alfonso González (8) Vicente Toloza (2) Kevin Alarcón (15) Alfonso González | Pabellón: CAP Huachipato Árbitros: C. Vargas A. Morales A. Hermosilla Televisión: basquetpass.tv |  |  |
| CD Huachipato gana la serie, 2-0 |                                                                                              |                                      |                                                                                               |                                                                                                  |  |  |
|                                  |                                                                                              |                                      |                                                                                               |                                                                                                  |  |  |

CD Huachipato gana la serie por 2-0. Como consecuencia, Tinguiririca San Fernando desciende de Liga Dos para la temporada 2026.

## Play-Off

### Cuartos de final Zonal

#### 1AÁrabe de Valparaísovs4AThe Sharks
| 7 de junio de 2025 Partido 1             | Árabe de Valparaíso                                                                          | 80–51 (Series: 1-0)                   | The Sharks                                                                                | Valparaíso                                                                                   |  |  |
| 19:00                                    | Parciales: 17-14, 21-11, 14-13, 28-13                                                        | Parciales: 17-14, 21-11, 14-13, 28-13 | Parciales: 17-14, 21-11, 14-13, 28-13                                                     |                                                                                              |  |  |
|                                          | Estadísticas Hilario Sánchez (17) Jeremiah Toney (13) Ricardo Jadue (4) Hilario Sánchez (22) | Reporte Pts Reb Asts Val              | Estadísticas (14) Ignacio Villarroel (9) Alfredo Álvarez (2) Lian Castro (11) Juan Videla | Pabellón: Fortín Prat Árbitros: C. Osorio M. Campillay A. Garrido Televisión: basquetpass.tv |  |  |
| Árabe de Valparaíso lidera la serie, 1-0 |                                                                                              |                                       |                                                                                           |                                                                                              |  |  |
|                                          |                                                                                              |                                       |                                                                                           |                                                                                              |  |  |

| 13 de junio de 2025 Partido 2          | The Sharks                                                                     | 62–65 (Series: 0-2)                   | Árabe de Valparaíso                                                                          | La Serena                                                                                      |  |  |
| 20:00                                  | Parciales: 11-14, 13-21, 19-20, 19-10                                          | Parciales: 11-14, 13-21, 19-20, 19-10 | Parciales: 11-14, 13-21, 19-20, 19-10                                                        |                                                                                                |  |  |
|                                        | Estadísticas Lian Castro (23) Lian Castro (7) Juan Videla (2) Lian Castro (18) | Reporte Pts Reb Asts Val              | Estadísticas (17) Hilario Sánchez (15) Carlos Ahuile (3) Marcelo Albornoz (16) Carlos Ahuile | Pabellón: José Iglesias Árbitros: R. Astudillo R. Araya V. Castillo Televisión: basquetpass.tv |  |  |
| Árabe de Valparaíso gana la serie, 2-0 |                                                                                |                                       |                                                                                              |                                                                                                |  |  |
|                                        |                                                                                |                                       |                                                                                              |                                                                                                |  |  |

Árabe de Valparaíso gana la serie por 2-0 y clasifica a Semifinal Zonal.

#### 2BLuis Matte Larraín vs3BStadio Italiano
| 8 de junio de 2025 Partido 1         | Luis Matte Larraín                                                                      | 80–85 (Series: 0-1)                   | Stadio Italiano                                                                      | Puente Alto                                                                                          |  |  |
| 18:00                                | Parciales: 17-25, 19-11, 16-19, 28-30                                                   | Parciales: 17-25, 19-11, 16-19, 28-30 | Parciales: 17-25, 19-11, 16-19, 28-30                                                | |  |  |
|                                      | Estadísticas Boris Guerra (22) Franco Garrido (11) Boris Guerra (4) Franco Garrido (22) | Reporte Pts Reb Asts Val              | Estadísticas (17) Ramiro Gálvez (7) César Belmar (10) César Belmar (17) César Belmar | Pabellón: Carlos Flores Cepeda Árbitros: P. Mardones M. Silva F. Ocaranza Televisión: basquetpass.tv |  |  |
| Stadio Italiano lidera la serie, 1-0 |                                                                                         |                                       |                                                                                      | |  |  |
|                                      |                                                                                         |                                       |                                                                                      | |  |  |

| 13 de junio de 2025 Partido 2 | Stadio Italiano                                                                                 | 80–82 (Series: 1-1)                                | Luis Matte Larraín                                                                        | Vitacura                                                                                        |  |  |
| 20:30                         | Parciales: 17-19, 10-15, 23-20, 22-18 (T.E.: 8-10)                                              | Parciales: 17-19, 10-15, 23-20, 22-18 (T.E.: 8-10) | Parciales: 17-19, 10-15, 23-20, 22-18 (T.E.: 8-10)                                        |                                                                                                 |  |  |
|                               | Estadísticas Gabriel González (20) Sebastián Reinoso (8) Ramón Gatica (4) Gabriel González (23) | Reporte Pts Reb Asts Val                           | Estadísticas (21) Boris Guerra (12) Lorenzo Cifuentes (7) Álvaro Guzmán (20) Boris Guerra | Pabellón: Club Manquehue Árbitros: S. Negron R. Painemil P. Orellana Televisión: basquetpass.tv |  |  |
| Serie igualada, 1-1           |                                                                                                 |                                                    |                                                                                           |                                                                                                 |  |  |
|                               |                                                                                                 |                                                    |                                                                                           |                                                                                                 |  |  |

| 15 de junio de 2025 Partido 3      | Luis Matte Larraín                                                                      | 74–82 (Series: 1-2)                   | Stadio Italiano                                                                                | Puente Alto                                                                                     |  |  |
| 18:00                              | Parciales: 19-16, 21-26, 12-14, 22-26                                                   | Parciales: 19-16, 21-26, 12-14, 22-26 | Parciales: 19-16, 21-26, 12-14, 22-26                                                          |                                                                                                 |  |  |
|                                    | Estadísticas Boris Guerra (18) Franco Garrido (7) Álvaro Guzmán (7) Franco Garrido (19) | Reporte Pts Reb Asts Val              | Estadísticas (16) Ramiro Gálvez (10) Sebastián Reinoso (7) César Belmar (24) Sebastián Reinoso | Pabellón: Carlos Flores Cepeda Árbitros: M. Silva E. López G. Arenas Televisión: basquetpass.tv |  |  |
| Stadio Italiano gana la serie, 2-1 |                                                                                         |                                       |                                                                                                |                                                                                                 |  |  |
|                                    |                                                                                         |                                       |                                                                                                |                                                                                                 |  |  |

Stadio Italiano gana la serie por 2-1 y clasifica a Semifinal Zonal.

#### 1BBoston Collegevs4BSergio Ceppi
| 7 de junio de 2025 Partido 1        | Boston College                                                                         | 74–56 (Series: 1-0)                   | Sergio Ceppi                                                                           | Maipú                                                                                             |  |  |
| 20:30                               | Parciales: 22-14, 17-15, 19-11, 16-16                                                  | Parciales: 22-14, 17-15, 19-11, 16-16 | Parciales: 22-14, 17-15, 19-11, 16-16                                                  |                                                                                                   |  |  |
|                                     | Estadísticas TJ Robinson (19) Francisco Martínez (10) TJ Robinson (4) TJ Robinson (27) | Reporte Pts Reb Asts Val              | Estadísticas (16) Elías Donoso (9) Elías Donoso (3) Felipe Latorre (14) Felipe Latorre | Pabellón: Boston College Árbitros: M. González P. Mardones J. Carrasco Televisión: basquetpass.tv |  |  |
| Boston College lidera la serie, 1-0 |                                                                                        |                                       |                                                                                        |                                                                                                   |  |  |
|                                     |                                                                                        |                                       |                                                                                        |                                                                                                   |  |  |

| 13 de junio de 2025 Partido 2     | Sergio Ceppi                                                                                | 58–60 (Series: 0-2)                   | Boston College                                                                         | La Cisterna                                                                                   |  |  |
| 20:30                             | Parciales: 19-10, 11-16, 14-21, 14-13                                                       | Parciales: 19-10, 11-16, 14-21, 14-13 | Parciales: 19-10, 11-16, 14-21, 14-13                                                  |                                                                                               |  |  |
|                                   | Estadísticas Felipe Latorre (14) Elías Donoso (12) Gabriel Hormazábal (4) Elías Donoso (23) | Reporte Pts Reb Asts Val              | Estadísticas (12) Lucas Márquez (9) TJ Robinson (3) Cristóbal Ordoñez (13) TJ Robinson | Pabellón: Sergio Ceppi Árbitros: P. Mardones S. Gallegos G. Arenas Televisión: basquetpass.tv |  |  |
| Boston College gana la serie, 2-0 |                                                                                             |                                       |                                                                                        |                                                                                               |  |  |
|                                   |                                                                                             |                                       |                                                                                        |                                                                                               |  |  |

Boston College gana la serie por 2-0 y clasifica a Semifinal Zonal.

#### 2AIllapel Básquetbol vs3AQuilpué Básquetbol
| 7 de junio de 2025 Partido 1            | Illapel Básquetbol                                                                               | 65–53 (Series: 1-0)                 | Quilpué Básquetbol                                                                   | Illapel                                                       |  |  |
| 20:00                                   | Parciales: 27-8, 11-12, 10-25, 17-8                                                              | Parciales: 27-8, 11-12, 10-25, 17-8 | Parciales: 27-8, 11-12, 10-25, 17-8                                                  |                                                               |  |  |
|                                         | Estadísticas David Valencia (15) Pedro Leopoldino (16) Henry Lourdener (4) Pedro Leopoldino (23) | Reporte Pts Reb Asts Val            | Estadísticas (14) Maximiliano López (14) José Toledo (5) Axel Soria (18) José Toledo | Pabellón: Polideportivo de Illapel Televisión: basquetpass.tv |  |  |
| Illapel Básquetbol lidera la serie, 1-0 |                                                                                                  |                                     |                                                                                      |                                                               |  |  |
|                                         |                                                                                                  |                                     |                                                                                      |                                                               |  |  |

| 14 de junio de 2025 Partido 2         | Quilpué Básquetbol                                                                         | 64–80 (Series: 0-2)                  | Illapel Básquetbol                                                         | Valparaíso                                                                                 |  |  |
| 19:00                                 | Parciales: 8-20, 22-13, 15-22, 19-25                                                       | Parciales: 8-20, 22-13, 15-22, 19-25 | Parciales: 8-20, 22-13, 15-22, 19-25                                       |                                                                                            |  |  |
|                                       | Estadísticas Vicente González (22) José Toledo (15) Maximiliano López (3) José Toledo (21) | Reporte Pts Reb Asts Val             | Estadísticas (20) Pedro Leopoldino (4) Marcelo López (32) Pedro Leopoldino | Pabellón: Fortín Pratl Árbitros: S. Romero G. Arenas A. Garrido Televisión: basquetpass.tv |  |  |
| Illapel Básquetbol gana la serie, 2-0 |                                                                                            |                                      |                                                                            |                                                                                            |  |  |
|                                       |                                                                                            |                                      |                                                                            |                                                                                            |  |  |

Illapel Básquetbol gana la por serie 2-0 y clasifica a Semifinal Zonal.

#### 1CTruenos de Talca vs4CCDSB Constitución
| 7 de junio de 2025 Partido 1          | Truenos de Talca                                                                             | 86–57 (Series: 1-0)                  | CDSB Constitución                                                                             | Talca                                                                                    |  |  |
| 18:00                                 | Parciales: 18-16, 25-16, 24-8, 19-17                                                         | Parciales: 18-16, 25-16, 24-8, 19-17 | Parciales: 18-16, 25-16, 24-8, 19-17                                                          |                                                                                          |  |  |
|                                       | Estadísticas Martín Morales (23) Héctor Cerda (9) Alessandro Morales (3) Martín Morales (26) | Reporte Pts Reb Asts Val             | Estadísticas (14) Matías Iturra (10) Enrico de Paula (3) Daniel Villegas (12) Enrico de Paula | Pabellón: Cendyr Sur Árbitros: E. López P. Acuña N. Monterrey Televisión: basquetpass.tv |  |  |
| Truenos de Talca lidera la serie, 1-0 |                                                                                              |                                      |                                                                                               |                                                                                          |  |  |
|                                       |                                                                                              |                                      |                                                                                               |                                                                                          |  |  |

| 14 de junio de 2025 Partido 2       | CDSB Constitución                                                                              | 67–72 (Series: 0-2)                   | Truenos de Talca                                                                                | Constitución                                                                                         |  |  |
| 18:00                               | Parciales: 11-17, 12-16, 20-22, 24-17                                                          | Parciales: 11-17, 12-16, 20-22, 24-17 | Parciales: 11-17, 12-16, 20-22, 24-17                                                           | |  |  |
|                                     | Estadísticas Matías Iturra (14) Enrico De Paula (13) Rodrigo Gamonal (2) Orlando Maraboli (18) | Reporte Pts Reb Asts Val              | Estadísticas (21) Martín Morales (14) Martín Morales (4) Alessandro Morales (21) Martín Morales | Pabellón: Enrique Donn Müller Árbitros: R. Painemil E. López N. Monterrey Televisión: basquetpass.tv |  |  |
| Truenos de Talca gana la serie, 2-0 |                                                                                                |                                       |                                                                                                 | |  |  |
|                                     |                                                                                                |                                       |                                                                                                 | |  |  |

Truenos de Talca gana la serie por 2-0 y clasifica a Semifinal Zonal.

#### 2DAlemán de Concepción vs3DCD Omega
| 7 de junio de 2025 Partido 1              | Alemán de Concepción                                                                   | 72–67 (Series: 1-0)                                | CD Omega                                                                                             | Concepción |  |  |
| 18:00                                     | Parciales: 18-10, 15-15, 16-19, 8-13 (T.E.: 15-10)                                     | Parciales: 18-10, 15-15, 16-19, 8-13 (T.E.: 15-10) | Parciales: 18-10, 15-15, 16-19, 8-13 (T.E.: 15-10)                                                   | |  |  |
|                                           | Estadísticas Lucas Mohnen (24) Lucas Mohnen (22) Renato Figueroa (4) Lucas Mohnen (29) | Reporte Pts Reb Asts Val                           | Estadísticas (42) Agustín Da Costa (13) Agustín Da Costa (3) Francisco Garrido (30) Agustín Da Costa | Pabellón: Polideportivo Alemán "Otto" Árbitros: A. Tudela A. Hermosilla I. Alarcón Televisión: basquetpass.tv |  |  |
| Alemán de Concepción lidera la serie, 1-0 |                                                                                        |                                                    | | |  |  |
|                                           |                                                                                        |                                                    | | |  |  |

| 14 de junio de 2025 Partido 2           | CD Omega                                                                                          | 101–108 (Series: 0-2)                               | Alemán de Concepción                                                                             | Concepción                                                                                                 |  |  |
| 18:30                                   | Parciales: 31-20, 19-24, 14-21, 23-22 (T.E.: 14-21)                                               | Parciales: 31-20, 19-24, 14-21, 23-22 (T.E.: 14-21) | Parciales: 31-20, 19-24, 14-21, 23-22 (T.E.: 14-21)                                              | |  |  |
|                                         | Estadísticas Agustín Da Costa (41) Benjamín Cabello (9) Francisco Pávez (5) Agustín Da Costa (34) | Reporte Pts Reb Asts Val                            | Estadísticas (26) Francisco Saravia (12) Lucas Mohnen (8) Renato Figueroa (28) Francisco Saravia | Pabellón: UC de la Santísima Concepción Árbitros: C. Escobar J. Rivera P. Acuña Televisión: basquetpass.tv |  |  |
| Alemán de Concepción gana la serie, 2-0 |                                                                                                   |                                                     |                                                                                                  | |  |  |
|                                         |                                                                                                   |                                                     |                                                                                                  | |  |  |

Alemán de Concepción gana la serie por 2-0 y clasifica a Semifinal Zonal.

#### 1DPuerto Montt Básquetbol vs4DRegional Temuco
| 7 de junio de 2025 Partido 1              | Puerto Montt Básquetbol                                                                      | 103–60 (Series: 1-0)                 | Regional Temuco                                                                        | Puerto Montt                                                  |  |  |
| 19:30                                     | Parciales: 16-15, 38-23, 26-9, 23-13                                                         | Parciales: 16-15, 38-23, 26-9, 23-13 | Parciales: 16-15, 38-23, 26-9, 23-13                                                   |                                                               |  |  |
|                                           | Estadísticas Leyder Moreno (27) Fabián Martínez (13) Juan Cárdenas (13) Fabián Martínez (33) | Reporte Pts Reb Asts Val             | Estadísticas (15) Rómulo Gusmao (10) Rómulo Gusmao (3) José Fuentes (21) Rómulo Gusmao | Pabellón: Municipal Mario Marchant Televisión: basquetpass.tv |  |  |
| Puerto Montt Básquet lidera la serie, 1-0 |                                                                                              |                                      |                                                                                        |                                                               |  |  |
|                                           |                                                                                              |                                      |                                                                                        |                                                               |  |  |

| 13 de junio de 2025 Partido 2           | Regional Temuco                                                                              | 76–98 (Series: 0-2)                   | Puerto Montt Básquetbol                                                                    | Temuco                                                                                            |  |  |
| 19:00                                   | Parciales: 20-14, 23-21, 17-29, 16-34                                                        | Parciales: 20-14, 23-21, 17-29, 16-34 | Parciales: 20-14, 23-21, 17-29, 16-34                                                      |                                                                                                   |  |  |
|                                         | Estadísticas Carlos Iglesias (16) Carlos Iglesias (6) Felipe Becerra (8) Felipe Becerra (18) | Reporte Pts Reb Asts Val              | Estadísticas (35) Leyder Moreno (17) Fabián Martínez (11) Juan Cárdenas (38) Leyder Moreno | Pabellón: Coliseo Universidad Autónoma Árbitros: R. Oliveros I. Müller Televisión: basquetpass.tv |  |  |
| Puerto Montt Básquet gana la serie, 2-0 |                                                                                              |                                       |                                                                                            |                                                                                                   |  |  |
|                                         |                                                                                              |                                       |                                                                                            |                                                                                                   |  |  |

Puerto Montt Básquetbol gana la serie por 2-0 y clasifica a Semifinal Zonal.

#### 2CLiceo de Curicó vs3CMunicipal Chillán
| 8 de junio de 2025 Partido 1                                                                                                  | Liceo de Curicó | 0–20    | Municipal Chillán | Curicó                  |  |  |
| 17:00 |                 |         |                   |                         |  |  |
| |                 | Reporte |                   | Pabellón: Abraham Milad |  |  |
| Municipal Chillán gana la serie automáticamente dado que no se pudo disputar el Juego 1 por desperfectos en el gimnasio local |                 |         |                   |                         |  |  |
| |                 |         |                   |                         |  |  |

Municipal Chillán clasifica a Semifinal Zonal 

### Semifinal Zonal

#### 1AÁrabe de Valparaísovs3BStadio Italiano
| 22 de junio de 2025 Partido 1        | Árabe de Valparaíso                                                                        | 69–71 (Series: 0-1)                   | Stadio Italiano                                                                            | Valparaíso                                                                                  |  |  |
| 18:30                                | Parciales: 18-20, 18-20, 17-15, 16-16                                                      | Parciales: 18-20, 18-20, 17-15, 16-16 | Parciales: 18-20, 18-20, 17-15, 16-16                                                      |                                                                                             |  |  |
|                                      | Estadísticas Ricardo Jadue (17) Carlos Ahuile (17) Marcelo Albornoz (4) Carlos Ahuile (15) | Reporte Pts Reb Asts Val              | Estadísticas (20) Gabriel González (7) Cesar Belmar (5) Cesar Belmar (21) Gabriel González | Pabellón: Fortín Prat Árbitros: S. Romero S. Gallegos A. Garrido Televisión: basquetpass.tv |  |  |
| Stadio Italiano lidera la serie, 1-0 |                                                                                            |                                       |                                                                                            |                                                                                             |  |  |
|                                      |                                                                                            |                                       |                                                                                            |                                                                                             |  |  |

| 27 de junio de 2025 Partido 2 | Stadio Italiano                                                    | 59–67 (Series: 1-1)                  | Árabe de Valparaíso                                                                       | Las Condes                                                                                      |  |  |
| 20:30                         | Parciales: 15-13, 24-19, 8-23, 12-12                               | Parciales: 15-13, 24-19, 8-23, 12-12 | Parciales: 15-13, 24-19, 8-23, 12-12                                                      |                                                                                                 |  |  |
|                               | Estadísticas Ramiro Gálvez (14) Cesar Belmar (6) Cesar Belmar (15) | Reporte Pts Reb Asts Val             | Estadísticas (21) Jeremiah Toney (16) Carlos Ahuile (3) Jorge Higueras (21) Carlos Ahuile | Pabellón: Stadio Italiano Árbitros: E. Fernández A. Tudela G. Arenas Televisión: basquetpass.tv |  |  |
| Serie igualada, 1-1           |                                                                    |                                      |                                                                                           |                                                                                                 |  |  |
|                               |                                                                    |                                      |                                                                                           |                                                                                                 |  |  |

| 29 de junio de 2025 Partido 3          | Árabe de Valparaíso                                                                     | 63–51 (Series: 2-1)                 | Stadio Italiano                                                                                    | Quilpué                                                                                               |  |  |
| 20:30                                  | Parciales: 6-8, 18-10, 13-17, 26-16                                                     | Parciales: 6-8, 18-10, 13-17, 26-16 | Parciales: 6-8, 18-10, 13-17, 26-16                                                                | |  |  |
|                                        | Estadísticas Hilario Sánchez (18) Carlos Ahuile (14) Diego Godoy (2) Carlos Ahuile (25) | Reporte Pts Reb Asts Val            | Estadísticas (13) Sebastián Contreras (11) Gabriel González (7) Cesar Belmar (12) Gabriel González | Pabellón: Colegio Los Leones Árbitros: P. Mardones M. Campillay A. Garrido Televisión: basquetpass.tv |  |  |
| Árabe de Valparaíso gana la serie, 2-1 |                                                                                         |                                     | | |  |  |
|                                        |                                                                                         |                                     | | |  |  |

Árabe de Valparaíso gana la serie por 2-1 y clasifica a Final Zonal.

#### 1BBoston Collegevs2AIllapel Básquetbol
| 21 de junio de 2025 Partido 1       | Boston College                                                                     | 84–77 (Series: 1-0)                   | Illapel Básquetbol                                                                              | Maipú                                                                                             |  |  |
| 19:30                               | Parciales: 20-20, 23-26, 26-13, 15-18                                              | Parciales: 20-20, 23-26, 26-13, 15-18 | Parciales: 20-20, 23-26, 26-13, 15-18                                                           |                                                                                                   |  |  |
|                                     | Estadísticas TJ Robinson (18) Lucas Márquez (9) Lucas Márquez (4) TJ Robinson (19) | Reporte Pts Reb Asts Val              | Estadísticas (19) Henry Lourdener (12) Henry Lourdener (3) Henry Lourdener (23) Henry Lourdener | Pabellón: Boston College Árbitros: P. Mardones F. Ocaranza P. Orellana Televisión: basquetpass.tv |  |  |
| Boston College lidera la serie, 1-0 |                                                                                    |                                       |                                                                                                 |                                                                                                   |  |  |
|                                     |                                                                                    |                                       |                                                                                                 |                                                                                                   |  |  |

| 27 de junio de 2025 Partido 2     | Illapel Básquetbol                                                                                 | 63–72 (Series: 0-2)                   | Boston College                                                                         | Illapel                                                                 |  |  |
| 20:00                             | Parciales: 16-21, 14-10, 21-21, 12-20                                                              | Parciales: 16-21, 14-10, 21-21, 12-20 | Parciales: 16-21, 14-10, 21-21, 12-20                                                  |                                                                         |  |  |
|                                   | Estadísticas Matías Sepúlveda (18) Pedro Leopoldino (12) Pedro Leopoldino (4) Henry Lourdener (21) | Reporte Pts Reb Asts Val              | Estadísticas (26) Gabriel Soto (12) Lucas Márquez (5) Lucas Márquez (22) Lucas Márquez | Pabellón: Polideportivo de Illapel Árbitros: Televisión: basquetpass.tv |  |  |
| Boston College gana la serie, 2-0 | |                                       |                                                                                        |                                                                         |  |  |
|                                   | |                                       |                                                                                        |                                                                         |  |  |

Boston College gana la serie por 2-0 y clasifica a Final Zonal.

#### 1CTruenos de Talca vs2DAlemán de Concepción
| 21 de junio de 2025 Partido 1             | Truenos de Talca                                                                                | 68–70 (Series: 0-1)                   | Alemán de Concepción                                                                        | Talca                                                                                                 |  |  |
| 19:30                                     | Parciales: 18-12, 13-20, 14-26, 23-12                                                           | Parciales: 18-12, 13-20, 14-26, 23-12 | Parciales: 18-12, 13-20, 14-26, 23-12                                                       | |  |  |
|                                           | Estadísticas Martín Morales (23) Martín Morales (11) Alessandro Morales (6) Martín Morales (27) | Reporte Pts Reb Asts Val              | Estadísticas (23) Francisco Saravia (15) Lucas Mohnen (3) Renato Figueroa (19) Lucas Mohnen | Pabellón: Manuel Herrera Blanco Árbitros: A. Morales E. López N. Monterrey Televisión: basquetpass.tv |  |  |
| Alemán de Concepción lidera la serie, 1-0 |                                                                                                 |                                       |                                                                                             | |  |  |
|                                           |                                                                                                 |                                       |                                                                                             | |  |  |

| 28 de junio de 2025 Partido 2 | Alemán de Concepción                                                                   | 60–63 (Series: 1-1)                   | Truenos de Talca                                                                          | Concepción                                                                                                |  |  |
| 19:30                         | Parciales: 18-21, 13-13, 10-16, 19-13                                                  | Parciales: 18-21, 13-13, 10-16, 19-13 | Parciales: 18-21, 13-13, 10-16, 19-13                                                     | |  |  |
|                               | Estadísticas Lucas Mohnen (18) Lucas Mohnen (21) Renato Figueroa (6) Lucas Mohnen (26) | Reporte Pts Reb Asts Val              | Estadísticas (16) Nick Morales (10) Nick Morales (4) Alessandro Morales (20) Nick Morales | Pabellón: Polideportivo Alemán "Otto" Árbitros: F. Ibarra A. Morales G. Rivera Televisión: basquetpass.tv |  |  |
| Serie igualada, 1-1           |                                                                                        |                                       |                                                                                           | |  |  |
|                               |                                                                                        |                                       |                                                                                           | |  |  |

| 29 de junio de 2025 Partido 3           | Truenos de Talca                                                                                    | 69–73 (Series: 1-2)                   | Alemán de Concepción                                                                               | Talca |  |  |
| 18:30                                   | Parciales: 15-17, 21-21, 18-18, 15-17                                                               | Parciales: 15-17, 21-21, 18-18, 15-17 | Parciales: 15-17, 21-21, 18-18, 15-17                                                              | |  |  |
|                                         | Estadísticas Alessandro Morales (32) Martín Morales (15) Martín Morales (4) Alessandro Morales (23) | Reporte Pts Reb Asts Val              | Estadísticas (21) Francisco Saravia (12) Lucas Mohnen (4) Francisco Saravia (21) Francisco Saravia | Pabellón: Manuel Herrera Blanco Árbitros: E. Navarrete R. Painemil N. Monterrey Televisión: basquetpass.tv |  |  |
| Alemán de Concepción gana la serie, 2-1 | |                                       | | |  |  |
|                                         | |                                       | | |  |  |

Alemán de Concepción gana la serie por 2-1 y clasifica a Final Zonal.

#### 1DPuerto Montt Básquetbol vs3CMunicipal Chillán
| 21 de junio de 2025 Partido 1             | Puerto Montt Básquetbol                                                                      | 102–60 (Series: 1-0)                  | Municipal Chillán                                                                               | Puerto Montt                                                                                             |  |  |
| 19:00                                     | Parciales: 26-19, 23-15, 22-16, 31-10                                                        | Parciales: 26-19, 23-15, 22-16, 31-10 | Parciales: 26-19, 23-15, 22-16, 31-10                                                           | |  |  |
|                                           | Estadísticas Fabián Martínez (27) Leyder Moreno (16) Juan Cárdenas (14) Fabián Martínez (31) | Reporte Pts Reb Asts Val              | Estadísticas (12) Patricio Peñaloza (9) Andrés Martínez (8) Erick Anabalon (13) Esteban Vásquez | Pabellón: Municipal Mario Marchant Árbitros: S. Negrón R. González C. Escobar Televisión: basquetpass.tv |  |  |
| Puerto Montt Básquet lidera la serie, 1-0 |                                                                                              |                                       |                                                                                                 | |  |  |
|                                           |                                                                                              |                                       |                                                                                                 | |  |  |

| 27 de junio de 2025 Partido 2           | Municipal Chillán                                                                                | 66–95 (Series: 0-2)                   | Puerto Montt Básquetbol                                                                   | Chillán |  |  |
| 19:30                                   | Parciales: 13-34, 13-26, 20-16, 20-19                                                            | Parciales: 13-34, 13-26, 20-16, 20-19 | Parciales: 13-34, 13-26, 20-16, 20-19                                                     | |  |  |
|                                         | Estadísticas Esteban Viveros (18) Esteban Viveros (5) Patricio Peñaloza (3) Esteban Viveros (17) | Reporte Pts Reb Asts Val              | Estadísticas (20) Tomás Álvarez (11) Luciano Togñon (11) Juan Cárdenas (20) Juan Cárdenas | Pabellón: Casa del Deporte Chillán Árbitros: M. González R. Painemil N. Monsalve Televisión: basquetpass.tv |  |  |
| Puerto Montt Básquet gana la serie, 2-0 |                                                                                                  |                                       |                                                                                           | |  |  |
|                                         |                                                                                                  |                                       |                                                                                           | |  |  |

Puerto Montt Básquetbol gana la serie por 2-0 y clasifica a Final Zonal.

### Final Zonal

#### 1AÁrabe de Valparaísovs1BBoston College
| 5 de julio de 2025 Partido 1        | Boston College                                                                           | 86–66 (Series: 1-0)                   | Árabe de Valparaíso                                                                        | Maipú                                                                            |  |  |
| 17:00                               | Parciales: 21-14, 24-21, 17-17, 24-14                                                    | Parciales: 21-14, 24-21, 17-17, 24-14 | Parciales: 21-14, 24-21, 17-17, 24-14                                                      |                                                                                  |  |  |
|                                     | Estadísticas Gabriel Soto (20) TJ Robinson (13) Cristóbal Ordoñez (4) Lucas Márquez (26) | Reporte Pts Reb Asts Val              | Estadísticas (16) Jeremiah Toney (17) Carlos Ahuile (5) Hilario Sánchez (21) Carlos Ahuile | Pabellón: Boston College Árbitros: A. Morales S. Romero R. Araya Televisión: CDO |  |  |
| Boston College lidera la serie, 1-0 |                                                                                          |                                       |                                                                                            |                                                                                  |  |  |
|                                     |                                                                                          |                                       |                                                                                            |                                                                                  |  |  |

| 11 de julio de 2025 Partido 2     | Árabe de Valparaíso                                                                          | 64–71 (Series: 0-2)                  | Boston College                                                                        | Valparaíso                                                                        |  |  |
| 18:00                             | Parciales: 27-18, 9-21, 11-18, 17-14                                                         | Parciales: 27-18, 9-21, 11-18, 17-14 | Parciales: 27-18, 9-21, 11-18, 17-14                                                  |                                                                                   |  |  |
|                                   | Estadísticas Jeremiah Toney (26) Carlos Ahuile (11) Marcelo Albornoz (2) Jeremiah Toney (18) | Reporte Pts Reb Asts Val             | Estadísticas (22) Vicente Schulz (7) TJ Robinson (4) Gabriel Soto (21) Vicente Schulz | Pabellón: Fortín Prat Árbitros: C. Osorio M. González R. Painemil Televisión: CDO |  |  |
| Boston College gana la serie, 2-0 |                                                                                              |                                      |                                                                                       |                                                                                   |  |  |
|                                   |                                                                                              |                                      |                                                                                       |                                                                                   |  |  |

Boston College gana la serie por 2-0 y clasifica a Final Nacional.

#### 1DPuerto Montt Básquetbol vs2DAlemán de Concepción
| 5 de julio de 2025 Partido 1              | Puerto Montt Básquetbol                                                                       | 100–83 (Series: 1-0)                  | Alemán de Concepción                                                                                         | Puerto Montt                                                                                   |  |  |
| 19:30                                     | Parciales: 26-17, 28-31, 21-20, 25-15                                                         | Parciales: 26-17, 28-31, 21-20, 25-15 | Parciales: 26-17, 28-31, 21-20, 25-15                                                                        |                                                                                                |  |  |
|                                           | Estadísticas Fabián Martínez (29) Fabián Martínez (20) Camilo Torres (7) Fabián Martínez (40) | Reporte Pts Reb Asts Val              | Estadísticas (23) Francisco Saravia (14) Lucas Mohnen (4) Renato Figueroa (25) Lucas Mohnen (25) José Campos | Pabellón: Municipal Mario Marchant Árbitros: R. Aguilar C. Escobar R. González Televisión: CDO |  |  |
| Puerto Montt Básquet lidera la serie, 1-0 |                                                                                               |                                       | |                                                                                                |  |  |
|                                           |                                                                                               |                                       | |                                                                                                |  |  |

| 11 de julio de 2025 Partido 2           | Alemán de Concepción                                                               | 76–90 (Series: 0-2)                   | Puerto Montt Básquetbol                                                                      | Concepción                                                                                       |  |  |
| 20:30                                   | Parciales: 13-25, 25-21, 18-25, 20-19                                              | Parciales: 13-25, 25-21, 18-25, 20-19 | Parciales: 13-25, 25-21, 18-25, 20-19                                                        |                                                                                                  |  |  |
|                                         | Estadísticas Lucas Mohnen (21) Lucas Mohnen (10) José Campos (5) Lucas Mohnen (29) | Reporte Pts Reb Asts Val              | Estadísticas (27) Fabián Martínez (14) Luciano Togñon (6) Juan Cárdenas (31) Fabián Martínez | Pabellón: Polideportivo Alemán Otto Árbitros: P. Mardones E. Navarrete A. Tudela Televisión: CDO |  |  |
| Puerto Montt Básquet gana la serie, 2-0 |                                                                                    |                                       |                                                                                              |                                                                                                  |  |  |
|                                         |                                                                                    |                                       |                                                                                              |                                                                                                  |  |  |

Puerto Montt Básquet gana la serie por 2-0 y clasifica a Final Nacional.

### Final Nacional

#### 1BBoston Collegevs1DPuerto Montt Básquetbol
| 19 de julio de 2025 Partido 1             | Puerto Montt Básquetbol                                                                       | 109–85 (Series: 1-0)                  | Boston College                                                                       | Puerto Montt                                                                                   |  |  |
| 20:30                                     | Parciales: 34-26, 19-18, 27-20, 29-21                                                         | Parciales: 34-26, 19-18, 27-20, 29-21 | Parciales: 34-26, 19-18, 27-20, 29-21                                                |                                                                                                |  |  |
|                                           | Estadísticas Fabián Martínez (32) Fabián Martínez (10) Juan Cárdenas (5) Fabián Martínez (35) | Reporte Pts Reb Asts Val              | Estadísticas (23) Vicente Schulz (6) TJ Robinson (3) TJ Robinson (24) Vicente Schulz | Pabellón: Municipal Mario Marchant Árbitros: A. Morales C. Escobar R. González Televisión: CDO |  |  |
| Puerto Montt Básquet lidera la serie, 1-0 |                                                                                               |                                       |                                                                                      |                                                                                                |  |  |
|                                           |                                                                                               |                                       |                                                                                      |                                                                                                |  |  |

| 20 de julio de 2025 Partido 2             | Puerto Montt Básquetbol                                                                 | 71–67 (Series: 2-0)                   | Boston College                                                                     | Puerto Montt                                                                                   |  |  |
| 17:00                                     | Parciales: 23-18, 15-14, 13-20, 20-15                                                   | Parciales: 23-18, 15-14, 13-20, 20-15 | Parciales: 23-18, 15-14, 13-20, 20-15                                              |                                                                                                |  |  |
|                                           | Estadísticas Tomás Álvarez (28) Leyder Moreno (12) Camilo Torres (6) Tomás Álvarez (28) | Reporte Pts Reb Asts Val              | Estadísticas (23) TJ Robinson (14) TJ Robinson (3) Vicente Schulz (27) TJ Robinson | Pabellón: Municipal Mario Marchant Árbitros: S. Negrón E. Navarrete L. Poblete Televisión: CDO |  |  |
| Puerto Montt Básquet lidera la serie, 2-0 |                                                                                         |                                       |                                                                                    |                                                                                                |  |  |
|                                           |                                                                                         |                                       |                                                                                    |                                                                                                |  |  |

| 1 de agosto de 2025 Partido 3             | Boston College                                                                           | 64–61 (Series: 1-2)                   | Puerto Montt Básquetbol                                                  | Maipú                                                                              |  |  |
| 20:00                                     | Parciales: 15-17, 12-12, 18-11, 19-21                                                    | Parciales: 15-17, 12-12, 18-11, 19-21 | Parciales: 15-17, 12-12, 18-11, 19-21                                    |                                                                                    |  |  |
|                                           | Estadísticas TJ Robinson (18) Cristóbal Ordóñez (13) Vicente Schulz (3) TJ Robinson (17) | Reporte Pts Reb Asts Val              | Estadísticas (16) Fabián Martínez (7) Juan Cárdenas (21) Fabián Martínez | Pabellón: Boston College Árbitros: P. Mardones S. Romero Á. Tudela Televisión: CDO |  |  |
| Puerto Montt Básquet lidera la serie, 2-1 |                                                                                          |                                       |                                                                          |                                                                                    |  |  |
|                                           |                                                                                          |                                       |                                                                          |                                                                                    |  |  |

| 2 de agosto de 2025 Partido 4 | Boston College                                                                           | 63–81 (Series: 1-3)                   | Puerto Montt Básquetbol                                                                 | Maipú                                                                               |  |
| 20:00                         | Parciales: 20-15, 16-28, 13-18, 14-20                                                    | Parciales: 20-15, 16-28, 13-18, 14-20 | Parciales: 20-15, 16-28, 13-18, 14-20                                                   |                                                                                     |  |
|                               | Estadísticas Lucas Márquez (22) TJ Robinson (8) Cristóbal Ordoñez (2) Lucas Márquez (17) | Reporte Pts Reb Asts Val              | Estadísticas (24) Leyder Moreno (10) Leyder Moreno (6) Juan Cárdenas (22) Leyder Moreno | Pabellón: Boston College Árbitros: C. Osorio A. Morales M. González Televisión: CDO |  |

Puerto Montt Básquet gana la serie por 3-1, gana la Liga DOS 2025 y asciende a Liga Uno 2026.

## Campeón
|                                                                   |
| Puerto Montt Básquetbol 1.er título y Asciende a la Liga Uno 2026 |
|                                                                   |

## Distinciones

### Equipo de la semana
Fase regular
Se indica entre paréntesis la valoración obtenida en dicha jornada. Destacado el MVP de la jornada.
| Semana | Jugador 1                                   | Jugador 2                              | Jugador 3                                | Jugador 4                               | Jugador 5                                | Ref    |
| ------ | ------------------------------------------- | -------------------------------------- | ---------------------------------------- | --------------------------------------- | ---------------------------------------- | ------ |
| 1      | Benjamín Cabello (24) Omega                 | Juan Martín Cardenas (25) Puerto Montt | Tomás Álvarez (30) Puerto Montt          | Leyder Moreno (29) Puerto Montt         | Patricio Peñaloza (25) Municipal Chillán | [ 16 ] |
| 2      | Rayner Torres (25) Regional Temuco          | Martín Morales (30) Truenos de Talca   | Tomás Álvarez (32) Puerto Montt          | Leyder Moreno (30) Puerto Montt         | Hilario Sánchez (55) Árabe de Valparaíso | [ 17 ] |
| 3      | David Valencia (23) Illapel                 | Juan Martín Cardenas (24) Puerto Montt | David González (32) Constitución         | José Toledo (31) Quilpué                | Matías Sepúlveda (34) Illapel            | [ 18 ] |
| 4      | Luis Adrian (29) Luis Matte Larraín         | Maximiliano López (21) Quilpué         | Kevin Henríquez (31) Truenos de Talca    | Nick Morales (27) Truenos de Talca      | José Toledo (24) Quilpué                 | [ 19 ] |
| 5      | Renato Figueroa (26) Alemán de Concepción   | Boris Guerra (26) Luis Matte Larraín   | Alfredo Cuttis (27) Brisas               | Caio Oliveira (29) Illapel              | José Toledo (37) Quilpué                 | [ 20 ] |
| 6      | Ignacio Villarroel (25) The Sharks          | José Toledo (24) Quilpué               | Martín Morales (25) Truenos de Talca     | Alfredo Álvarez (22) The Sharks         | Patricio Peñaloza (32) Municipal Chillán | [ 21 ] |
| 7      | Tomás Arenas (30) Árabe de Valparaíso       | TJ Robinson (32) Boston College        | Hilario Sánchez (30) Árabe de Valparaíso | Leyder Moreno (36) Puerto Montt         | Gabriel Cardoso (30) Liceo de Curicó     | [ 22 ] |
| 8      | Marko Castro (28) Huachipato                | Vicente Schulz (27) Boston College     | Francisco Pávez (30) Omega               | Sebastián Riquelme (32) Liceo de Curicó | Andrés Martínez (29) Municipal Chillán   | [ 23 ] |
| 9      | Francisco Saravia (32) Alemán de Concepción | Alfonso González (28) Tinguiririca SF  | Agustín Villalón (41) Arturo Prat        | Franco Garrido (30) Luis Matte Larraín  | Romulo Gusmao (32) Regional Temuco       | [ 24 ] |
| 10     | Lucas Mohnen (26) Alemán de Concepción      | Agustín Villalón (61) Arturo Prat      | José Toledo (20) Quilpué                 | Fabián Martínez (29) Puerto Montt       | Leyder Moreno (30) Puerto Montt          | [ 25 ] |

Play-Off
Se indica entre paréntesis la valoración obtenida en dicha jornada. Destacado el MVP de la jornada.
| Semana | Jugador 1                                   | Jugador 2                         | Jugador 3                                | Jugador 4                         | Jugador 5                              | Ref    |
| ------ | ------------------------------------------- | --------------------------------- | ---------------------------------------- | --------------------------------- | -------------------------------------- | ------ |
| 11     | TJ Robinson (27) Boston College             | Fabián Martínez (33) Puerto Montt | Leyder Moreno (31) Puerto Montt          | Agustín Da Costa (30) Omega       | Lucas Mohnen (29) Alemán de Concepción | [ 26 ] |
| 12     | Benjamín Cabello (31) Omega                 | Agustín Villalón (30) Arturo Prat | Agustín Da Costa (34) Omega              | Leyder Moreno (38) Puerto Montt   | Pedro Leopoldino (32) Illapel          | [ 27 ] |
| 13     | Juan Martín Cárdenas (31) Puerto Montt      | Sebastián Jerez (25) Arturo Prat  | Fabián Martínez (31) Puerto Montt        | Agustín Villalón (55) Arturo Prat | Martín Morales (27) Truenos de Talca   | [ 28 ] |
| 14     | Francisco Saravia (21) Alemán de Concepción | Gabriel Soto (21) Boston College  | Hilario Sánchez (21) Árabe de Valparaíso | Lucas Márquez (22) Boston College | Carlos Ahuile (25) Árabe de Valparaíso |        |
| 15     | Vicente Schulz (23) Boston College          | Gabriel Soto (20) Boston College  | Lucas Márquez (26) Boston College        | Leyder Moreno (21) Puerto Montt   | Fabián Martínez (40) Puerto Montt      |        |
| 16     | Vicente Schulz (21) Boston College          | TJ Robinson (17) Boston College   | Fabián Martínez (31) Puerto Montt        | Leyder Moreno (15) Puerto Montt   | Luciano Togñon (24) Puerto Montt       |        |

### Mejor valoración de la semana
Fase regular
| Semana | Jugador                   | Equipo                  | Val. | Ref.   |
| ------ | ------------------------- | ----------------------- | ---- | ------ |
| 1      | Tomás Álvarez Zúñiga      | Puerto Montt Básquetbol | 30   | [ 29 ] |
| 2      | Hilario Sánchez Herrera   | Árabe de Valparaíso     | 55   | [ 30 ] |
| 3      | Matías Sepúlveda Soto     | Illapel Básquetbol      | 34   | [ 31 ] |
| 4      | Agustín Villalón          | Arturo Prat             | 58   | [ 32 ] |
| 5      | José Toledo González      | Quilpué Básquetbol      | 37   | [ 33 ] |
| 6      | Patricio Peñaloza Fuentes | Municipal Chillán       | 32   | [ 34 ] |
| 7      | Leyder Moreno Montano     | Puerto Montt Básquetbol | 36   | [ 35 ] |
| 8      | Sebastián Riquelme Vidal  | Liceo de Curicó         | 32   | [ 36 ] |
| 9      | Agustín Villalón (2)      | Arturo Prat             | 41   | [ 37 ] |
| 10     | Agustín Villalón (3)      | Arturo Prat             | 61   | [ 38 ] |

Play-Off
| Semana | Jugador                     | Equipo                  | Val. | Ref.   |
| ------ | --------------------------- | ----------------------- | ---- | ------ |
| 11     | Fabián Martínez Oyarzún     | Puerto Montt Básquetbol | 33   | [ 39 ] |
| 12     | Leyder Moreno Montano (2)   | Puerto Montt Básquetbol | 38   | [ 40 ] |
| 13     | Agustín Villalón (4)        | Arturo Prat             | 55   | [ 41 ] |
| 14     | Carlos Ahuile Franchini     | Árabe de Valparaíso     | 25   | [ 42 ] |
| 15     | Fabián Martínez Oyarzún (2) | Puerto Montt Básquetbol | 40   | [ 43 ] |
| 16     | Fabián Martínez Oyarzún (3) | Puerto Montt Básquetbol | 31   | [ 44 ] |

Finales
| Partido | Jugador                     | Equipo                  | Val. | Ref.   |
| ------- | --------------------------- | ----------------------- | ---- | ------ |
| 1       | Fabián Martínez Oyarzún (4) | Puerto Montt Básquetbol | 35   | [ 45 ] |
| 2       | Tomás Álvarez Zúñiga (2)    | Puerto Montt Básquetbol | 28   | [ 46 ] |
| 3       | TJ Robinson                 | Boston College          | 17   | [ 47 ] |
| 4       | Leyder Moreno Montano (3)   | Puerto Montt Básquetbol | 22   | [ 48 ] |

### Líderes
- Actualizado: 2 de junio de 2025
- Fuente: [49]

Máximos Anotadores
|   | Jugador                 | Equipo                  | PTS | PJ | PPP   |
| - | ----------------------- | ----------------------- | --- | -- | ----- |
| 1 | Agustín Villalón        | Arturo Prat             | 180 | 6  | 30    |
| 2 | Leyder Moreno Montano   | Puerto Montt Básquetbol | 175 | 7  | 25    |
| 3 | Hilario Sánchez Herrera | Árabe de Valparaíso     | 183 | 8  | 22,87 |
| 4 | Jeremiah Toney          | Árabe de Valparaíso     | 114 | 6  | 19    |
| 5 | TJ Robinson             | Boston College          | 144 | 8  | 18    |

Rebotes por partido
|   | Jugador                  | Equipo              | REB | PJ | RPP   |
| - | ------------------------ | ------------------- | --- | -- | ----- |
| 1 | Enrico de Paula Oliveira | CDSB Constitución   | 114 | 8  | 14,25 |
| 2 | José Toledo González     | Quilpué Básquetbol  | 101 | 8  | 12,62 |
| 3 | Jeremiah Toney           | Árabe de Valparaíso | 71  | 6  | 11,83 |
| 4 | Rayner Torres Julio      | Regional Temuco     | 47  | 4  | 11,75 |
| 5 | Caio Domingos Oliveira   | Illapel Básquetbol  | 56  | 5  | 11,2  |

Asistencias por partido
|   | Jugador                 | Equipo                  | AST | PJ | APP   |
| - | ----------------------- | ----------------------- | --- | -- | ----- |
| 1 | Juan Cárdenas Soutullo  | Puerto Montt Básquetbol | 81  | 7  | 11,57 |
| 2 | Agustín Villalón        | Arturo Prat             | 34  | 6  | 5,66  |
| 3 | Ramón Gatica Varas      | Stadio Italiano         | 41  | 8  | 5,12  |
| 4 | César Belmar Villarroel | Stadio Italiano         | 34  | 7  | 4,85  |
| 5 | Benjamín Cabello García | CD Omega                | 30  | 7  | 4,28  |